# Liste historique des routes nationales de France
 (mai 2022).
Cette liste historique des routes nationales de France énumère les routes nationales à l'apogée du réseau. La majorité de ces routes nationales ont été transférées aux départements après les vagues de déclassements successives de 1972 et 2006.

## Routes nationales 1 à 25
| Nom      | Parcours (actuel en gras, ancien(s) en italique) | Déclassement                                                                       |
| -------- | --- | ---------------------------------------------------------------------------------- |
| N 1      | Paris (porte de la Chapelle) - Pierrefitte-sur-Seine, Liaison près de Montsoult, Rocade Nord d'Amiens & Boulogne-sur-Mer - Ancien tracé 2 : Paris (porte de la Chapelle) - Beauvais - Amiens - Abbeville - Boulogne-sur-Mer - Calais - Dunkerque - Belgique - Ancien tracé : Paris (porte de la Chapelle) - Beauvais - Grandvilliers - Abbeville - Boulogne-sur-Mer - Calais | D 301 D 901 D 1001 D 940 D 601                                                     |
| N 2      | Paris (porte de la Villette) - Le Bourget - Le Blanc-Mesnil - Soissons - Laon - Maubeuge - Belgique | D 2602 D 602 D 902                                                                 |
| N 3      | Villeparisis (Francilienne) - Meaux, Moulins-les-Metz - Metz, Freyming-Merlebach - Sarrebruck - Ancien tracé 2 : Paris (porte de Pantin) - Livry-Gargan - Meaux - Château-Thierry - Épernay, Châlons-en-Champagne - Verdun - Étain - Metz - Saint-Avold - Forbach - Sarrebruck - Ancien tracé : Paris (porte de Pantin) - Livry-Gargan - Meaux - Château-Thierry - Épernay - Châlons-sur-Marne - Verdun - Fresnes-en-Woëvre - Metz - Saint-Avold - Forbach - Sarrebruck | D 933 D 603 D 1003 D 3 D 603                                                       |
| N 3a     | - Ancien tracé : Saint-Avold - Carling - Creutzwald - Allemagne | N 33                                                                               |
| N 3bis   | - Ancien tracé : Livry-Gargan - Clichy-sous-Bois | D 10e                                                                              |
| N 4      | Pontault-Combault (Francilienne) - Sézanne - Vitry-le-François - Saint-Dizier - Toul, Nancy, Lunéville, Blâmont - Phalsbourg, Ittenheim - Strasbourg - Kehl - Ancien tracé 2 : Paris (porte de Bercy) - Pontault-Combault - Sézanne - Vitry-le-François - Saint-Dizier - Toul - Nancy - Lunéville - Blâmont - Sarrebourg - Strasbourg - Allemagne - Ancien tracé : Châlons-sur-Marne - Vitry-le-François - Saint-Dizier - Toul - Nancy - Lunéville - Blâmont - Sarrebourg - Saverne - Strasbourg - Allemagne | D 4 D 604 D 1004                                                                   |
| N 4a     | Vincennes - Joinville-le-Pont - Ancien tracé : Phalsbourg | D 104g                                                                             |
| N 5      | Poligny - Champagnole - Saint-Laurent-en-Grandvaux - Les Rousses - Ancien tracé 3 : Les Rousses - Genève 25, Corsier - Thonon-les-Bains - Saint-Gingolph - Ancien tracé 2 : Paris (porte de Choisy) - Melun - Fontainebleau - Sens - Dijon - Dole - Champagnole - Genève 25, Corsier - Thonon-les-Bains - Saint-Gingolph - Ancien tracé : Paris (porte de Choisy) - Melun - Montereau-Fault-Yonne - Sens - Dijon - Dole - Champagnole - Genève 25, Corsier - Thonon-les-Bains - Saint-Gingolph | D 5 D 136 D 306 D 605 D 606 D 660 D 605 D 905 D 905b D 905 D 1005 D 1005           |
| N 5a     | - Ancien tracé : La Cure - Bois-d'Amont - Suisse | D 415                                                                              |
| N 5bis   | - Ancien tracé 2 : Brie-Comte-Robert - Melun - Montereau-Fault-Yonne - Le Fossard - Ancien tracé : Brie-Comte-Robert - Melun - Fontainebleau - Le Fossard, Sens - Joigny - Avrolles | N 105                                                                              |
| N 6      | Créteil - Lieusaint (Francilienne), 19 - Auxerre, Dardilly ( 41 - 33) - Ancien tracé : Paris (porte de Charenton) - Créteil - Melun - Fontainebleau - Sens - Auxerre - Chalon-sur-Saône - Mâcon - Lyon - Chambéry - Val-Cenis | D 6 D 606 D 906 D 306 D 506 D 1006                                                 |
| N 6a     | - Ancien tracé 2 : Magny - 22 - Ancien tracé : Lyon | D 646                                                                              |
| N 7      | Aéroport d'Orly - Le Coudray-Montceaux, Nevers ( 37) - Moulins - Roanne - La Tour-de-Salvagny ( 38), Communay ( 16) - Vienne - Valence - Montélimar - Orange - 22, Avignon - 24 - Ancien tracé 3 : Paris (porte d'Italie) - Évry - Fontainebleau - Montargis - Cosne-Cours-sur-Loire - Nevers - Moulins - Roanne - Lyon - Vienne - Valence - Montélimar - Malataverne - Orange - Avignon - Aix-en-Provence - Fréjus - Les Adrets-de-l'Estérel - Cannes - Antibes - Nice - Beausoleil - Menton - Italie - Ancien tracé 2 : Paris (porte d'Italie) - Évry - Fontainebleau - Montargis - Cosne-Cours-sur-Loire - Nevers - Moulins - Roanne - Lyon - Vienne - Valence - Montélimar - Donzère - Orange - Avignon - Aix-en-Provence - Fréjus - Les Adrets-de-l'Estérel - Cannes - Antibes - Nice - Beausoleil - Menton - Italie - Ancien tracé : Paris (porte d'Italie) - Évry - Fontainebleau - Montargis - Cosne-Cours-sur-Loire - Nevers - Moulins - Roanne - Lyon - Vienne - Valence - Montélimar - Donzère - Orange - Avignon - Aix-en-Provence - Fréjus - Saint-Raphaël - Agay - La Napoule - Mandelieu - Cannes - Antibes - Nice - La Turbie - Menton - Italie | D 7 D 607 D 2007 D 907 D 307 D 844 D 7N D N7 D 6007 D 6007                         |
| N 7a     | - Ancien tracé 2 : Fontainebleau - Ancien tracé : Nice - Villefranche-sur-Mer - Beaulieu-sur-Mer - Cap-d'Ail - Monaco - Beausoleil - Roquebrune-Cap-Martin | D 417 D 6098                                                                       |
| N 7b     | - Ancien tracé : Fontainebleau | D 417                                                                              |
| N 7c     | - Ancien tracé : Lapalisse - Magnet | D 907                                                                              |
| N 7d     | - Ancien tracé 2 : 12 - Antenne vers la - Ancien tracé : Lyon (Vaise) | N 337                                                                              |
| N 7e     | - Ancien tracé 2 : Antenne de l' vers la - Ancien tracé : Tassin-la-Demi-Lune | N 37                                                                               |
| N 7f     | - Ancien tracé : Le Pontet - Monfavet - Cantarel |                                                                                    |
| N 7g     | - Ancien tracé : Nice (avenue de la Gare) |                                                                                    |
| N 7h     | - Ancien tracé 2 : Menton - Italie () - Ancien tracé : Villefranche-sur-Mer | D 124                                                                              |
| N 7i     | - Ancien tracé : Villefranche-sur-Mer |                                                                                    |
| N 8      | - Ancien tracé Aix-en-Provence - Marseille - Aubagne - Toulon | D 8N D N8                                                                          |
| N 8bis   | - Ancien tracé : Marseille - Pourcieux | D 908                                                                              |
| N 9      | Massiac, Pézenas - Béziers - Ancien tracé 2 : Moulins - Gannat - Clermont-Ferrand - Issoire - Saint-Chély-d'Apcher - Marvejols - Banassac, Millau - Clermont-l'Hérault - Béziers - Narbonne - Sigean - Perpignan - Le Perthus N-2 - Ancien tracé : Moulins - Gannat - Clermont-Ferrand - Issoire - Saint-Chély-d'Apcher - Marvejols - Banassac - Millau - Clermont-l'Hérault - Béziers - Narbonne - Sigean - La Nouvelle - La Palme - Perpignan - Le Perthus N-2 | D 2009 M 2009 D 797 D 716 D 909 D 809 D 609 D 155e1 D 609 D 619 D 609 D 6009 D 900 |
| N 9a     | - Ancien tracé : Gannat - Vichy | D 2209                                                                             |
| N 9b     | - Ancien tracé : Sigean - Les Cabannes | D 709                                                                              |
| N 9c     | - Ancien tracé : Sigean - Port-la-Nouvelle | D 6139                                                                             |
| N 10     | Saint-Quentin-en-Yvelines - Ablis 1 ; Mignières 3 - Châteaudun - Vendôme - Château-Renault - 18 ; Poitiers 30 - Angoulême - Saint-André-de-Cubzac 39 - Ancien tracé 2 : Paris (porte de Saint-Cloud) - Versailles - Saint-Cyr-l'École - Rambouillet - Maintenon - Chartres - Tours - Châtellerault - Poitiers - Angoulême - Bordeaux - Saint-Geours-de-Maremne - Bayonne - Hendaye - Irun N-1 - Ancien tracé : Paris (porte de Saint-Cloud) - Versailles - Saint-Cyr-l'École - Rambouillet - Maintenon - Chartres - Tours - Châtellerault - Poitiers - Angoulême - Bordeaux - Langon - Mont-de-Marsan - Bayonne - Hendaye - Irun N-1 | D 910 D 10 D 910 D 7010 D 910 D 1010 D 10E D 810                                   |
| N 10a    | - Ancien tracé : Anglet - Biarritz - La Négresse | D 910                                                                              |
| N 10b    | - Ancien tracé : Biarritz - Bidart | D 911                                                                              |
| N 10bis  | - Ancien tracé : Chevanceaux - Libourne | D 910bis D 910                                                                     |
| N 10c    | - Ancien tracé : Saint-Jean-de-Luz - Hendaye | D 912                                                                              |
| N 11     | Frontenay-Rohan-Rohan (, sud Niort) - La Rochelle - Ancien tracé : Poitiers - Niort - Mauzé-sur-le-Mignon - Rochefort | D 611 D 911                                                                        |
| N 12     | Versailles - Saint-Cyr-l'École - Dreux - Alençon - Mayenne - Fougères - Rennes - Saint-Brieuc - Brest - Ancien tracé 2 : Les Quatre Pavés du Roi - Dreux - Alençon - Mayenne - Fougères - Rennes - Saint-Brieuc - Brest - Ancien tracé : Trappes - Dreux - Alençon - Mayenne - Laval - Rennes - Saint-Brieuc - Brest | D 912 D 112 D 812 D 712                                                            |
| N 13     | Paris (porte Maillot) - La Défense, Le Port-Marly - Saint-Germain-en-Laye 6a, 15 - Évreux, Caen - Cherbourg - Ancien tracé 2 : Paris (porte Maillot) - Le Port-Marly - Saint-Germain-en-Laye - Orgeval - Mantes-la-Jolie - Évreux - Lisieux - Caen - Cherbourg - Ancien tracé : Paris (porte Maillot) - Chatou - Saint-Germain-en-Laye - Poissy - Mantes-la-Jolie - Évreux - Lisieux - Caen - Cherbourg | D 113 D 613                                                                        |
| N 13bis  | - Ancien tracé : Bonnières-sur-Seine - Vernon - Gaillon - Pont-de-l'Arche - Rouen - Yvetot - Bolbec - Le Havre | N 15                                                                               |
| N 13a    | - Ancien tracé : Cherbourg - Port militaire de Cherbourg | D 901                                                                              |
| N 13b    | - Ancien tracé : Équeurdreville-Hainneville - Port militaire de Cherbourg | D 901                                                                              |
| N 13c    | - Ancien tracé : Équeurdreville-Hainneville - Port militaire de Cherbourg | D 901                                                                              |
| N 13d    | - Ancien tracé : Saint-Côme-du-Mont - Vierville - Sainte-Marie-du-Mont | D 913                                                                              |
| N 14     | Saint-Denis - Épinay-sur-Seine, déviation de Puiseux-Pontoise - Ancien tracé 3 : Paris (porte de Clignancourt) - Épinay-sur-Seine, Pontoise - Rouen - Ancien tracé 2 : Paris (porte de Clignancourt) - Épinay-sur-Seine - Pierrelaye - Pontoise - Rouen - Ancien tracé : Paris (porte de Clignancourt) - Épinay-sur-Seine - Pierrelaye - Pontoise - Rouen - Le Havre | D 14 D 6014 D 914                                                                  |
| N 14a    | - Ancien Tracé: Saint-Denis - Épinay-sur-Seine | N 214                                                                              |
| N 14bis  | - Ancien tracé : Gisors - Étrépagny - Écouis | D 14bis                                                                            |
| N 14c    | - Ancien tracé : Bonsecours |                                                                                    |
| N 15     | - Ancien tracé 2 : Bonnières-sur-Seine - Rouen - Yvetot - Le Havre - Ancien tracé : Pontoise - Gisors - Gournay-en-Bray - Forges-les-Eaux - Les Hayons - Les Vertus - Dieppe | D 915 D 6015                                                                       |
| N 15bis  | - Ancien tracé : Grandvilliers - Saint-Clair -Le Coq Gaulois - Aumale - Bouttencourt - Eu - Mers-les-Bains - Le Tréport | D 1015 D 316                                                                       |
| N 15bisA | - Ancien tracé : Eu - Le Tréport | D 1915                                                                             |
| N 16     | - Ancien tracé 2 : Sarcelles - Creil - Clermont-en-Beauvaisis - Ancien tracé : Pierrefitte-sur-Seine - Creil - Clermont-en-Beauvaisis - Saint-Just-en-Chaussée - Breteuil-sur-Noye - Amiens - Doullens - Saint-Pol-sur-Ternoise - Lillers - Saint-Venant - Hazebrouck - Bergues - Dunkerque | D 316 D 1016 D 916                                                                 |
| N 16a    | - Ancien tracé : Bergues - Oost-Cappel N308 | D 916a                                                                             |
| N 16b    | - Ancien tracé : Coudekerque-Branche | D 916b D 636                                                                       |
| N 17     | Le Blanc-Mesnil, Arras - Avion - Ancien tracé 2 : Le Blanc-Mesnil - Gonesse - Senlis - Arras - Avion - Carvin - Libercourt, Lille - Menin - Ancien tracé : Gonesse - Senlis - Péronne - Bonavis - Cambrai - Douai - Lille - Menin | D 317 D 1017 D 917 M 617                                                           |
| N 18     | - Ancien tracé 2 : Étain - Longuyon - Longwy - Ancien tracé : Verdun - Étain - Longuyon - Longwy - Belgique | D 918                                                                              |
| N 19     | Boissy-Saint-Léger - Brie-Comte-Robert, Rolampont ( 7) - Langres - Vesoul - Châlonvillars - Ancien tracé 2 : Paris (porte de la Gare) - Brie-Comte-Robert - Guignes - Provins - Troyes - Chaumont - Langres - Vesoul - Belfort - Delle - Boncourt - Ancien tracé : Paris (porte de la Gare) - Brie-Comte-Robert - Guignes - Provins - Troyes - Chaumont - Langres - Vesoul - Belfort - Altkirch - Saint-Louis - Bâle | D 19 D 319 D 619 D 419                                                             |
| N 19a    | - Ancien tracé : Nangis |                                                                                    |
| N 19b    | - Ancien tracé : Belfort - Delle - Boncourt | D 19                                                                               |
| N 20     | Massy - Angerville, Pamiers - Foix - Puigcerdà N-154 - Ancien tracé : Paris (porte d'Orléans) - Étampes - Orléans - Vierzon - Châteauroux - Limoges - Brive - Cahors - Montauban - Toulouse - Foix - Puigcerdà N-152 | D 920 D 2020 D 920 D 220 D 420 D 920 D 820 D 820 M 820 D 120 D 820X D 820W D 820   |
| N 20a    | - Ancien tracé : Pierre-Buffière | D 420                                                                              |
| N 20b    | - Ancien tracé : Col de Puymorens - Andorre (Pas de la Case) | N 22                                                                               |
| N 20c    | - Ancien tracé : Puigcerdà - Llívia | Route Neutre : N-154/D 68                                                          |
| N 21     | Limoges - Périgueux - Bergerac - Agen - Auch - Tarbes - Lourdes - Ancien tracé : Limoges - Périgueux - Bergerac - Agen - Auch - Tarbes - Argelès-Gazost - Cirque de Gavarnie | D 6021 D 13 D 656 D 931 D 821 D 921                                                |
| N 21a    | - Ancien tracé : Tarbes | D 921A                                                                             |
| N 21b    | - Ancien tracé : Lourdes | D 921B                                                                             |
| N 21c    | - Ancien tracé : Soulom - Cauterets - Pont d'Espagne | D 920                                                                              |
| N 21d    | - Ancien tracé : Gèdre - Héas - Cirque de Troumouse | D 922                                                                              |
| N 22     | L'Hospitalet-près-l'Andorre - Pas de la Case - Ancien tracé : Mauzé-sur-le-Mignon - La Rochelle | N 11                                                                               |
| N 23     | - Ancien tracé 2 : Chartres - Le Mans - Angers - Nantes - Ancien tracé : Chartres - Le Mans - Angers - Nantes - Paimbœuf | D 923 D 323 D 723                                                                  |
| N 23a    | - Ancien tracé : Le Mans - Gare du Mans |                                                                                    |
| N 23b    | - Ancien tracé : Rezé - Aéroport Nantes Atlantique | D 823                                                                              |
| N 23bis  | - Ancien tracé : Pré-en-Pail - Évron - Château-Gontier - Segré - Candé - Ancenis | D 20 D 923                                                                         |
| N 24     | Rennes - Ploërmel - Hennebont - Lorient | D 724                                                                              |
| N 24bis  | - Ancien tracé : Verneuil-sur-Avre - Argentan - Flers - Vire - Granville | D 926 D 924                                                                        |
| N 25     | Amiens - Doullens - Arras - Ancien tracé : Le Havre - Goderville - Fécamp - Saint-Valery-en-Caux - Dieppe - Criel-sur-Mer - Eu - Abbeville - Doullens - Arras - Lens - Seclin - Lille | D 925                                                                              |
| N 25a    | - Ancien tracé : Carvin - Libercourt | D 919                                                                              |

## Routes nationales 26 à 50
| Numéro  | Parcours |
| ------- | --- |
| N 26    | Ancien tracé 2 : Verneuil-sur-Avre - Argentan -- Ancien tracé : Allouville-Bellefosse - Fauville-en-Caux - Fécamp |
| N 27    | Tôtes - Saint-Aubin-sur-Scie - Dieppe—Ancien tracé 2 : Maromme - Tôtes - Saint-Aubin-sur-Scie - Dieppe—Ancien tracé : Maromme - Tôtes - Saint-Aubin-sur-Scie |
| N 28    | Rouen - Isneauville -- Ancien tracé : Rouen - Les Hayons - Neufchâtel-en-Bray - Bouttencourt - Abbeville - Hesdin - Saint-Omer - Bergues |
| N 28a   | Ancien tracé : Foucarmont |
| N 29    | Ancien tracé 2 : Yvetot - Tôtes - La Boissière, Neufchâtel-en-Bray - Aumale - Le Coq Gaulois - Amiens - Saint-Quentin - La Capelle—Ancien tracé : Yvetot - Tôtes - Saint-Saëns - Les Hayons, Neufchâtel-en-Bray - Aumale, Le Coq-Gaulois - Amiens - Bapaume - Cambrai - Valenciennes - Quiévrain - Belgique |
| N 30    | Ancien tracé 2 : Bapaume - Cambrai - Valenciennes - Quiévrain - Belgique — Ancien tracé : Rouen - Gournay-en-Bray - Saint-Quentin - La Capelle |
| N 31    | Rouen - Gournay-en-Bray - Ferrières-en-Bray - Beauvais - Clermont-en-Beauvaisis - Compiègne - Soissons - Reims -- Ancien tracé : Ferrières-en-Bray - Beauvais - Clermont-en-Beauvaisis - Compiègne - Soissons - Reims - Valmy                                                                               |
| N 32    | Ancien tracé 2 : Compiègne - Noyon - Chauny - La Fère - Charmes -- Ancien tracé : Senlis - Compiègne - Noyon - Ham, Riqueval - Bavay - Belgique |
| N 33    | Saint-Avold - Creutzwald -- Ancien tracé : La Ferté-sous-Jouarre - Montmirail - Châlons-en-Champagne |
| N 34    | Ancien tracé 2 : Paris - Coulommiers - Esternay |
| N 35    | Ancien tracé 2 : Saint-Dizier - Bar-le-Duc - Verdun — Ancien tracé : Compiègne - Amiens - Abbeville |
| N 36    | Melun - Meaux -- Ancien tracé : Melun - Meaux - Villers-Cotterêts |
| N 37    | A 6 - Barbizon -- Ancien tracé : Château-Thierry - Soissons - Chauny - Ham - Péronne - Bapaume - Arras - Béthune - Saint-Venant |
| N 38    | Ancien tracé : Beauvais - Saint-Just-en-Chaussée - Noyon - Chauny - Beautor - La Fère - Charmes |
| N 38e   | Ancien tracé : Beautor - Travecy |
| N 39    | Ancien tracé Arras - Hesdin - Le Touquet-Paris-Plage |
| N 40    | Ancien tracé : Le Havre - Étretat - Fécamp, Criel-sur-Mer - Le Tréport, Eu - Noyelles-sur-Mer - Boulogne-sur-Mer - Calais - Dunkerque - Belgique () |
| N 40a   | Ancien tracé : Noyelles-sur-Mer - Abbeville |
| N 40b   | Ancien tracé : Forest-Montiers - Rue |
| N 40c   | Ancien tracé : Nempont-Saint-Firmin - Conchil-le-Temple |
| N 41    | Béthune - Lille — Ancien tracé : Saint-Riquier - Béthune - Lille - Belgique |
| N 42    | Boulogne-sur-Mer - Saint-Omer - Bailleul — Ancien tracé : Boulogne-sur-Mer - Saint-Omer - Bailleul - Lille |
| N 43    | Metz - Sedan - Charleville-Mézières - La Capelle - Cambrai - Douai - Lens - Béthune - Saint-Omer - Calais — Ancien tracé : Lieu-Saint-Amand - Douai - Lens - Béthune - Saint-Omer - Calais |
| N 43a   | Ancien tracé : Aniche - Denain - Rouvignies |
| N 43b   | Ancien tracé : Aire-sur-la-Lys - Morbecque |
| N 43c   | Ancien tracé : Annezin - Béthune |
| N 44    | Cambrai - Bonavis - Saint-Quentin - La Fère - Laon - Reims - Châlons-en-Champagne - Vitry-le-François -- Ancien tracé : Bonavis - Saint-Quentin - La Fère - Laon - Reims - Châlons-en-Champagne - Vitry-le-François                                                                                         |
| N 44bis | Ancien tracé : Bonavis - Saint-Quentin |
| N 45    | Ancien tracé 2 : Curgies - Valenciennes, Rouvignies - Aniche - Douai -- Ancien tracé : Marle-sur-Serre - Guise - La Groise - Landrecies - Le Quesnoy - Jenlain - Curgies - Valenciennes - Saint-Amand-les-Eaux - Belgique                                                                                   |
| N 45a   | Ancien tracé : La Groise - Catillon-sur-Sambre |
| N 45b   | Ancien tracé : Valenciennes |
| N 46    | Ancien tracé : Marle-sur-Serre - Rethel - Mazagran - Vouziers - Parois |
| N 47    | Lens - Illies -- Ancien tracé : Longwé - Buzancy - Stenay - Montmédy - Longuyon |
| N 48    | Ancien tracé : Valenciennes - Vieux-Condé - Belgique |
| N 49    | Valenciennes - Jenlain - Bavay - Maubeuge - Jeumont - Belgique () -- Ancien tracé : Jenlain - Bavay - Maubeuge - Cousolre - Belgique - Givet - Belgique |
| N 49a   | Ancien tracé : Maubeuge |
| N 50    | Ancien tracé 2 : Arras - Vitry-en-Artois - Douai -- Ancien tracé : Arras - Vitry-en-Artois - Douai - Orchies - Belgique |

## Routes nationales 51 à 75
| Numéro   | Parcours |
| -------- | --- |
| N 51     | Lavannes ( 24) - Rethel Ancien tracé 2 : Épernay - Reims - Charleville-Mézières - Givet - Belgique Ancien tracé : Orléans - Fontainebleau, Montereau-Fault-Yonne - Épernay - Reims - Charleville-Mézières - Givet                                                                                            |
| N 52     | Metz - Thionville - Longwy - Aubange Ancien tracé : Thionville - Longwy |
| N 52a    | Ancien tracé : Longwy - Longlaville - Luxembourg () |
| N 52bis  | Ancien tracé : Villers-la-Montagne - Mainville - Briey - Jarny - Chambley-Bussières - Pont-à-Mousson |
| N 52bisA | Ancien tracé : Briey |
| N 53     | Ancien tracé 2 : Thionville - Évrange Ancien tracé : Metz - Thionville - Évrange |
| N 53bis  | Ancien tracé : Thionville - Yutz - Petite-Hettange - Sierck-les-Bains - Apach - Allemagne |
| N 54     | Ancien tracé : Metz - Boulay-Moselle - Villing - Allemagne |
| N 55     | Ancien tracé : Metz - Delme - Château-Salins - Moyenvic - Maizières-lès-Vic - Héming |
| N 56     | Ancien tracé : Saint-Avold - Puttelange-aux-Lacs - Sarralbe |
| N 57     | Metz - Nancy - Épinal - Remiremont - Vesoul - Besançon - Pontarlier - Ballaigues Ancien tracé : Metz - Nancy - Épinal - Remiremont - Vesoul - Besançon |
| N 57a    | Ancien tracé : Remiremont |
| N 57bis  | Ancien tracé : Magnoncourt - Aillevillers - Plombières-les-Bains |
| N 57bisA | Ancien tracé : Aillevillers - Gare d'Aillevillers |
| N 58     | Sedan - Bouillon Ancien tracé : Saulx-en-Barrois - Flirey - Beaumont - Rambucourt - Gironville-sous-les-Côtes - Commercy - Pont-à-Mousson |
| N 59     | Moncel-lès-Lunéville (-) - Baccarat - Raon-l'Étape - Saint-Dié-des-Vosges - Sainte-Marie-aux-Mines - Sélestat Ancien tracé : Lunéville - Moncel-lès-Lunéville - Baccarat - Raon-l'Étape - Saint-Dié-des-Vosges - Sainte-Marie-aux-Mines - Sélestat                                                           |
| N 59bis  | Ancien tracé : Pouxeux - Aydoilles - Girecourt-sur-Durbion - Rambervillers - Raon-l'Étape |
| N 60     | Ancien tracé 2 : Orléans - Montargis - Sens - Troyes Ancien tracé : Châteauneuf-sur-Loire - Montargis - Sens - Troyes - Joinville - Houdelaincourt - Toul |
| N 61     | 41 - Sarreguemines - Grosbliederstroff - Sarrebruck Ancien tracé : Phalsbourg - Sarralbe - Sarreguemines - Grosbliederstroff - Sarrebruck |
| N 62     | Haguenau Ancien tracé 2 : Sarreguemines - Bitche - Haguenau Ancien tracé : Allemagne (entrée sur le territoire à Schweyen) - Bitche - Haguenau |
| N 63     | Haguenau Ancien tracé 2 : Reichstett - Brumath, Haguenau - 55 Ancien tracé : Strasbourg - Brumath - Haguenau - Wissembourg - Allemagne (entrée sur le territoire à Wissembourg) |
| N 64     | Ancien tracé : Charleville-Mézières - Sedan - Verdun - Commercy - Neufchâteau - Darney - Luxeuil-les-Bains - Lure |
| N 64a    | Ancien Tracé : Flize - Boulzicourt |
| N 65     | 20 - Auxerre Ancien tracé : Neufchâteau - Chaumont - Châtillon-sur-Seine - Tonnerre - Auxerre - Bonny-sur-Loire |
| N 65a    | Ancien tracé : Neufchâteau |
| N 65b    | Ancien tracé : Chaumont |
| N 66     | Remiremont - Thann - 16 Mulhouse Ancien tracé : Bar-le-Duc - Épinal, Remiremont - Thann - Mulhouse - Bâle |
| N 67     | Saint-Dizier - Chaumont - 24 Ancien tracé : Saint-Dizier - Chaumont, Langres - Besançon - Pontarlier - Ballaigues |
| N 67a    | Ancien tracé : Donjeux - Doulaincourt - Rimaucourt |
| N 67bis  | Ancien tracé : La Cluse-et-Mijoux - Suisse |
| N 68     | Ancien tracé : Bartenheim la Chaussée - Neuf-Brisach - Marckolsheim - Illkirch-Graffenstaden - Strasbourg - Lauterbourg - Allemagne |
| N 69     | Ancien tracé : Allschwill (Suisse) - Hégenheim - Saint-Louis - Huningue - Allemagne |
| N 70     | Paray-le-Monial - Montchanin Ancien tracé: Vernon - Précy-sous-Thil - Vitteaux / Dijon - Gray - Combeaufontaine |
| N 71     | Ancien tracé : Troyes - Bar-sur-Seine - Châtillon-sur-Seine - Dijon |
| N 72     | Ancien tracé 2 : 28 à Mâcon-Nord Ancien tracé : Mont-sous-Vaudrey - Mouchard - Salins-les-Bains - Levier - Pontarlier |
| N 73     | Chalon-sur-Saône Ancien tracé 2 : Chalon-sur-Saône - Dole - Besançon Ancien tracé : Moulins - Bourbon-Lancy - Autun - Beaune - Seurre - La Villeneuve - Dole - Besançon - Baume-les-Dames - Clerval - Villars-lès-Blamont - Porrentuy (Suisse) - Levoncourt - Hésingue                                       |
| N 74     | Ancien tracé 2 : Corpeau - Beaune - Dijon - Langres, Chaumont - Neufchâteau - Toul, Nancy - Château-Salins - Sarreguemines Ancien tracé : Volesvres - Montceau-les-Mines - Montchanin - Corpeau - Beaune - Dijon - Langres - Neufchâteau - Nancy - Château-Salins - Morhange - Sarreguemines - Mandelbachtal |
| N 75     | Ancien tracé 3 : Bourg-en-Bresse - Grenoble - Sisteron Ancien tracé 2 : Tournus - Bourg-en-Bresse - Grenoble - Sisteron Ancien tracé : Tournus - Bourg-en-Bresse - Grenoble - Serres |

## Routes nationales 76 à 100
| Numéro  | Parcours |
| ------- | --- |
| N 76    | Ancien tracé 2 : Tours - Bléré - Villefranche-sur-Cher - Vierzon - Bourges - Saint-Pierre-le-Moûtier—Ancien tracé : Tours - Bléré - La Croix-en-Touraine - Montrichard - Selles-sur-Cher - Villefranche-sur-Cher - Vierzon - Bourges - Clos Ry |
| N 76a   | Ancien tracé : Bourges |
| N 77    | Auxerre - Troyes - Châlons-en-Champagne — Ancien tracé : Nevers - Auxerre - Troyes - Châlons-en-Champagne - Vouziers - Sedan - Bouillon (Belgique) () |
| N 77bis | Ancien tracé 2 : Doudoye - Saulieu - Sombernon |
| N 77ter | Ancien tracé : Bouillon (Belgique) - Sugny (Belgique) () |
| N 78    | Ancien tracé 2 : Chalon-sur-Saône - Louhans - Lons-le-Saunier - Saint-Laurent-en-Grandvaux — Ancien tracé : Nevers - Château-Chinon - Autun - Chalon-sur-Saône - Louhans - Lons-le-Saunier - Saint-Laurent-en-Grandvaux |
| N 78a   | Ancien tracé : Chalon-sur-Saône |
| N 79    | Montmarault - Paray-le-Monial - Charolles - Mâcon -- Ancien tracé 3 : Montmarault - Paray-le-Monial - Charolles - Mâcon - Bourg-en-Bresse—Ancien tracé 2 : Moulins - Chevagnes - Dompierre-sur-Besbre - Paray-le-Monial - Charolles - Mâcon - Bourg-en-Bresse — Ancien tracé : Nevers - Digoin - Paray-le-Monial - Charolles - Mâcon - Bourg-en-Bresse - La Cluse |
| N 79a   | Ancien tracé : Bourbon-Lancy |
| N 80    | Montchanin - Chalon-sur-Saône — Ancien tracé 1 : Autun - Le Creusot - Chalon-sur-Saône — Ancien tracé 2 : Châtillon-sur-Seine - Montbard - Saulieu - Autun - Cluny |
| N 81    | Ancien tracé 2 : Nevers - Decize - Autun - Pouilly-en-Auxois—Ancien Tracé : Noirétable - Juré - Roanne |
| N 82    | L'Hôpital-sur-Rhins - Feurs - Saint-Étienne - Bourg-Argental -- Ancien tracé 2 : L'Hôpital-sur-Rhins - Feurs - Saint-Étienne - Bourg-Argental - Serrières - Chanas -- Ancien tracé : l'Hôpital sur Rhins - Feurs - Saint-Étienne - Bourg-Argental - Annonay - Andance |
| N 83    | Lyon - Bourg-en-Bresse - Lons-le-Saunier - Besançon - Clerval - Belfort - Colmar - Strasbourg -- Ancien tracé : Lyon - Bourg-en-Bresse - Lons-le-Saunier - Besançon, Clerval - Belfort - Colmar - Illkirch-Graffenstaden |
| N 83a   | Ancien tracé 2 : - (échangeur no 14) -- Ancien tracé : Caluire-et-Cuire |
| N 83bis | Ancien tracé : La Villeneuve - Saint-Marcel |
| N 84    | Ancien tracé 2 : Neyron - Meximieux - Saint-Denis-en-Bugey, Pont-d'Ain - La Cluse - Nantua - Bellegarde-sur-Valserine -- Ancien tracé : Rillieux-la-Pape - Meximieux - Châtillon-la-Palud - Pont-d'Ain - La Cluse - Nantua - Bellegarde-sur-Valserine - Collonges - Saint-Genis-Pouilly - Suisse (46) |
| N 84a   | Ancien tracé : Meximieux - Saint-Denis-en-Bugey |
| N 84b   | Ancien tracé : Collonges - Pougny - Suisse (44) |
| N 84c   | Ancien tracé : Saint-Genis-Pouilly - Gex - Divonne-les-Bains - Suisse |
| N 84d   | Ancien tracé : La Cluse - Oyonnax |
| N 85    | Pont-de-Claix - La Mure - Gap - La Saulce, Aubignosc - Digne-les-Bains - Barrême -- Ancien tracé 2 : Bourgoin-Jallieu - Voreppe, Pont-de-Claix - Gap - Sisteron - Digne-les-Bains - Castellane - Grasse - Cannes -- Ancien tracé : Bourgoin-Jallieu - Voreppe, Pont-de-Claix - Gap - Sisteron - Digne-les-Bains - Castellane - Grasse - Cagnes-sur-Mer |
| N 85a   | Ancien tracé : Saint-Firmin - La Chapelle-en-Valgaudémar |
| N 86    | Ancien tracé 2 : Lyon - Givors - Saint-Romain-en-Gal - Condrieu - Serrières - Tournon-sur-Rhône - Saint-Péray - Le Teil - Bourg-Saint-Andéol - Pont-Saint-Esprit - Bagnols-sur-Cèze - Remoulins - Nîmes -- Ancien tracé : Lyon - Givors - Condrieu - Serrières - Tournon-sur-Rhône - Saint-Péray - Le Teil - Bourg-Saint-Andéol - Pont-Saint-Esprit - Bagnols-sur-Cèze - Remoulins - Beaucaire |
| N 86a   | |
| N 86b   | |
| N 86c   | |
| N 86d   | Ancien tracé : Sarras - Saint-Vallier |
| N 86e   | |
| N 86f   | Ancien tracé : La Voulte-sur-Rhône - Livron-sur-Drôme |
| N 86g   | Ancien tracé : Le Pouzin - Loriol-sur-Drôme |
| N 86h   | |
| N 86i   | |
| N 86j   | Ancien tracé : Viviers - Donzère |
| N 86k   | |
| N 86l   | Ancien tracé : Remoulins - Beaucaire |
| N 87    | Grenoble -- Ancien tracé : Remoulins - Nîmes - Montpellier - Pézenas |
| N 88    | Saint-Chamond - Saint-Étienne - Le Puy-en-Velay - Langogne - Mende - Rodez - Albi - Toulouse -- Ancien tracé : Givors - Saint-Chamond - Saint-Étienne - Le Puy-en-Velay - Landos - Mende - Rodez - Albi - Toulouse |
| N 89    | Arveyres - Bordeaux -- Ancien tracé 2 : L'Arbresle - Sainte-Foy-l'Argentière - Montrond-les-Bains, Feurs - Thiers - Clermont-Ferrand - Tulle - Périgueux - Libourne - Bordeaux—Ancien tracé : Tassin-la-Demi-Lune - Sainte-Foy-l'Argentière - Feurs - Thiers - Clermont-Ferrand - Tulle - Périgueux - Libourne - Bordeaux |
| N 90    | Albertville - Bourg-Saint-Maurice - Col du Petit Saint-Bernard (Italie) () -- Ancien tracé : Grenoble - Montmélian - Albertville - Bourg-Saint-Maurice - Col du Petit Saint-Bernard (Italie) () |
| N 90a   | Ancien tracé : Chapareillan - La Buissière |
| N 91    | Ancien tracé : Vizille - Bourg-d'Oisans - Col du Lautaret - Briançon |
| N 92    | Ancien tracé 2 : Romans-sur-Isère - Saint-Marcellin - Moirans—Ancien tracé 1 : Valence - Voiron, Les Abrets - Belley - Culoz - Seyssel - Frangy - Saint-Julien-en-Genevois - (Suisse) () |
| N 93    | Ancien tracé 3 : Viviers - Pierrelatte — Ancien tracé 2 : Fiancey - Crest - Die - Luc-en-Diois - Saint-Pierre-d'Argençon - Aspres-sur-Buëch -- Ancien tracé : Fiancey - Crest - Die - Luc-en-Diois - Saint-Pierre-d'Argençon - Aspremont - Serres - Laragne-Montéglin - Sisteron |
| N 93a   | Ancien tracé : Livron-sur-Drôme - Allex |
| N 93b   | Ancien tracé : Saint-Pierre-d'Argençon - Aspremont |
| N 94    | Gap - Chorges - Savines-le-Lac - Embrun - Briançon - Montgenèvre - (Italie) () -- Ancien tracé : Pont-Saint-Esprit - Bollène - Nyons - Serres - Gap - Chorges - Savines-le-Lac - Embrun - Briançon - Montgenèvre - (Italie) () |
| N 94a   | Ancien tracé : Aspres-sur-Buech - Col du Pignon - La Baumette |
| N 94b   | Ancien tracé : Veynes - Pont la Dame |
| N 94c   | |
| N 94d   | Ancien tracé : Embrun - Saint-André-d'Embrun - Saint-Clément-sur-Durance |
| N 94e   | Ancien tracé : L'Argentière-la-Bessée - Vallouise - Ailefroide |
| N 94f   | Ancien tracé : Briançon - Forville |
| N 94g   | Ancien tracé : Val-des-Prés - Névache |
| N 95    | Ancien tracé 2 : Tain-l'Hermitage - (sortie 13) -- Ancien tracé : Brignoles - Le Luc |
| N 96    | Ancien tracé 2 : Aubagne - Aix-en-Provence - Manosque - Château-Arnoux-Saint-Auban |
| N 97    | Ancien tracé 2 : Toulon - Le Luc-- Ancien tracé : Toulon - Le Luc, Fréjus - Les Adrets-de-l'Estérel - Mandelieu |
| N 98    | Ancien tracé 2 : Toulon - Cogolin - Fréjus - Saint-Raphaël - Cannes - Nice - Roquebrune-Cap-Martin -- Ancien tracé : Toulon - Fréjus - Saint-Raphaël |
| N 98a   | Ancien tracé : Cogolin - Saint-Tropez |
| N 98b   | Ancien tracé : Fréjus |
| N 98c   | Ancien tracé : Fréjus |
| N 99    | Ancien tracé : Montauban - Gaillac, Albi - Saint-Affrique - La Cavalerie - Le Vigan - Nîmes - Tarascon - Plan-d'Orgon |
| N 100   | Remoulins - Avignon -- Ancien tracé 3 :Remoulins - Avignon - Apt - Forcalquier - La Brillanne -- Ancien tracé 2 : Remoulins - Avignon - Apt - Forcalquier - La Brillanne, Les Mées - Malijai, Digne-les-Bains - La Javie - Selonnet - Saint-Jean-Montclar - Le Lauzet-Ubaye - Barcelonnette - Jausiers - Larche - Col de Larche (Italie) -- Ancien tracé : Remoulins - Avignon - Apt - Forcalquier - La Brillanne, Les Mées - Malijai, Digne-les-Bains - Barles - Selonnet - Ubaye -Le Lauzet - Barcelonnette - Jausiers - Larche - Col de Larche (Italie) |
| N 100a  | Ancien tracé 2 : Digne-les-Bains - Barles - Verdaches -- Ancien tracé : L'Île de Rousset - Grand Pré |
| N 100b  | Ancien tracé: Gap - Remollon - Saint-Vincent-les-Forts |
| N 100c  | Ancien tracé: Espinasses - Selonnet |

## Routes nationales 101 à 125
| Numéro   | Parcours |
| -------- | --- |
| N 101    | Ancien tracé 2 : Remoulins—Ancien tracé : Pont-Saint-Esprit - Barjac - Saint-Paul-le-Jeune - Les Vans - Villefort - Le Bleymard - Col de la Tourette |
| N 102    | Lempdes-sur-Allagnon - Brioude - Le Puy-en-Velay, La Sauvetat - Aubenas - Montélimar -- Ancien tracé : Lempdes-sur-Allagnon - Brioude - Le Puy, La Sauvetat - Pradelles - Lespéron - Lanarce - Aubenas - Viviers                                                                                      |
| N 102a   | Ancien tracé : Lanarce - Pradelles |
| N 103    | Ancien tracé 2 : Conflans-en-Jarnisy - Briey -- Ancien tracé : Le Puy - Yssingeaux - La Voulte-sur-Rhône |
| N 103a   | Ancien tracé : Retournac |
| N 104    | Villiers-Adam - Épiais-lès-Louvres, Noisiel - Évry - Marcoussis -- Ancien tracé : Le Pouzin - Aubenas - Saint-Paul-le-Jeune - Alès |
| N 104a   | Ancien tracé : Les Vans - Lablachère |
| N 105    | Melun - Montereau-Fault-Yonne — Ancien tracé : Yssingeaux - Annonay |
| N 106    | Nîmes - Alès - Florac - Mende - Ancien tracé 2 : Nîmes - Alès - Florac - Mende - Saint-Chély-d'Apcher - Ancien tracé : Nîmes - Alès - Villefort - Pradelles, Saint-Paulien - La Chaise-Dieu - Ambert - Pont de Dore, Thiers - Vichy - Saint-Gérand-le-Puy                                             |
| N 106a   | Ancien tracé : Vichy |
| N 106b   | Ancien tracé : Cusset - Billezois |
| N 107    | Vedène - Le Pontet - Montfavet — Ancien tracé : Nîmes - Anduze - Florac - Mende - Saint-Chély-d'Apcher |
| N 107bis | Ancien tracé : Alès - Florac - Aguessac |
| N 108    | Ancien tracé 2 : Marvejols - Barjac—Ancien tracé : Montpellier - Frontignan - Sète - Agde |
| N 109    | Clermont-l'Hérault - Montpellier |
| N 110    | Ancien tracé : Montpellier - Alès |
| N 110a   | Ancien tracé : Anduze - Saint-Christol-lès-Alès |
| N 111    | Ancien tracé 2 : Biriatou - — Ancien tracé : Tonneins - Villeneuve-sur-Lot - Cahors - Villefranche-de-Rouergue - Millau |
| N 112    | Montpellier - Agde - Béziers - Castres - Albi — Ancien tracé : Agde - Béziers - Castres - Toulouse |
| N 113    | Bordeaux - Langon - Marmande - Agen - Moissac - Toulouse - Villefranche-de-Lauragais - Castelnaudary - Carcassonne - Narbonne - Pézenas - Montpellier - Nîmes - Arles - Salon-de-Provence - Marseille -- Ancien tracé : Toulouse - Villefranche-de-Lauragais - Castelnaudary - Carcassonne - Narbonne |
| N 113a   | Ancien tracé : Toulouse |
| N 114    | Ancien tracé : Perpignan - Cerbère - Espagne (N-260) |
| N 115    | Ancien tracé 3 : Le Havre -- Ancien tracé 2 : Le Boulou - Col d'Ares - Espagne (C-38) -- Ancien tracé : Le Boulou - Prats-de-Mollo |
| N 115a   | Ancien tracé : Prats-de-Mollo - La Preste |
| N 116    | Perpignan - Bourg-Madame |
| N 116a   | Ancien tracé : Villefranche-de-Conflent - Col de Jou |
| N 117    | Ancien tracé 2 : Toulouse - Tarbes - Pau - Bayonne -- Ancien tracé : Perpignan - Axat - Foix - Saint-Girons - Saint-Martory - Lannemezan - Tarbes - Pau - Bayonne |
| N 117a   | Ancien tracé : Tarbes |
| N 118    | Sèvres - Les Ulis -- Ancien tracé : Albi - Castres - Mazamet - Carcassonne - Quillan - Mont-Louis |
| N 119    | Ancien tracé 2 : Clermont-Ferrand—Ancien tracé : Carcassonne - Pamiers - La Baure |
| N 120    | Ancien tracé 2 : Uzerche - Tulle - Aurillac—Ancien tracé : Uzerche - Tulle - Aurillac - Espalion - Bozouls |
| N 121    | Ancien tracé 2 : Brive-la-Gaillarde - Lanteuil - Beynat - Argentat-sur-Dordogne - Aurillac - Ancien tracé : Saint-Flour - Espalion |
| N 122    | Massiac - Murat - Aurillac - Figeac -- Ancien tracé : Laqueuille - Mauriac - Aurillac - Figeac - Villefranche-de-Rouergue - Gaillac |
| N 123    | Chartres -- Ancien tracé : Grisolles - Castelsarrasin - Moissac |
| N 124    | Toulouse - Auch - Vic-Fezensac - Lamothe ( & ) -- Ancien tracé : Toulouse - Auch- Mont-de-Marsan - Dax - Saint-Geours-de-Maremne -- Ancien tracé 2 : Toulouse - Auch - Dax - Saint-Geours-de-Maremne                                                                                                  |
| N 125    | Montréjeau - Fos - Espagne N-230 -- Ancien tracé : Portet-sur-Garonne - Muret - Saint-Martory, Montréjeau - Bagnères-de-Luchon - Hospice de France |
| N 125a   | Ancien tracé : Labroquère - Granges de Crouhens |
| N 125b   | Ancien tracé : Mauléon-Barousse - Saléchan |

## Routes nationales 126 à 150
| Numéro   | Parcours |
| -------- | --- |
| N 126    | Toulouse - Castres -- Ancien tracé : Caussade - Villefranche-de-Rouergue, Aurillac - Murat - Saint-Flour |
| N 127    | Ancien tracé 2 : Moissac - Montauban — Ancien tracé : Langon - Marmande - Agen - Moissac - Montauban |
| N 128    | Ancien tracé 2 : Avignon — Ancien tracé : Montauban - Montech - Beaumont-de-Lomagne - Mauvezin - Aubiet |
| N 129    | Avignon — Ancien tracé : Auch - La Barthe-de-Neste - Arreau - Saint-Lary-Soulan - Lac de Cap-de-Long |
| N 130    | Ancien tracé : Port-Sainte-Marie - Nérac- Condom - Valence-sur-Baïse - Jegun - Auch |
| N 131    | Compiègne — Ancien tracé : Agen - Condom - Manciet |
| N 132    | Ancien tracé 2 : Cherbourg - Port de Cherbourg (Contournement de Tourlaville par l'Est) — Ancien tracé : Langon - Bazas - Roquefort - Mont-de-Marsan - Tartas, Bayonne - Saint-Jean-Pied-de-Port                  |
| N 133    | Ancien tracé : Bergerac - Marmande - Mont-de-Marsan - Saint-Sever - Orthez - Saint-Jean-Pied-de-Port - Arnéguy - Espagne                                                                                          |
| N 134    | Saugnacq-et-Muret - Mont-de-Marsan - Pau - col du Somport -- Ancien tracé : Roquefort - Pau - col du Somport |
| N 134bis | Ancien tracé : Pau - Laruns - Col du Pourtalet |
| N 135    | Bar-le-Duc - Ligny-en-Barrois -- Ancien tracé : Barcelonne-du-Gers - Tarbes - Bagnères-de-Bigorre - Sainte-Marie-de-Campan                                                                                        |
| N 135a   | Ancien tracé : Vic-en-Bigorre - Rabastens-de-Bigorre |
| N 136    | Rennes -- Ancien tracé : Bordeaux - Castillon-la-Bataille - Sainte-Foy-la-Grande - Bergerac |
| N 137    | Rennes - Nantes -- Ancien tracé : Saint-Malo - Rennes - Nantes - La Rochelle - Saintes - Bordeaux |
| N 137a   | Ancien tracé 2 : Rocade sud de Rennes -- Ancien tracé : Cars - Eyrans |
| N 137b   | Ancien tracé : Blaye - Port de Bordeaux |
| N 137bis | Ancien tracé : Les Sorinières - Rocheservière - La Roche-sur-Yon |
| N 137c   | Ancien tracé : Saint-Laurent-de-la-Prée - Pointe de la Fumée |
| N 137d   | Ancien tracé : Saint-Servan-sur-Mer |
| N 138    | Ancien tracé : Rouen - Alençon - Le Mans - Tours -— Ancien tracé 2 : Rouen - Alençon - Le Mans, La Flèche - Saumur - Parthenay - Niort - Saintes                                                                  |
| N 138bis | Ancien tracé : Le Mans - Mortagne-au-Perche |
| N 138ter | Ancien tracé : Saint-Jean-de-Thouars - Bressuire - Fontenay-le-Comte - Marans |
| N 139    | Ancien tracé 2 : Sigean - Port-la-Nouvelle -- Ancien tracé : La Rochelle - Saint-Jean-d'Angély - Angoulême - Périgueux                                                                                            |
| N 140    | Ancien tracé 2 : Cressensac - Figeac - Rodez — Ancien tracé : Boismorand (Le Poteau) - Bourges - Guéret - Tulle - Figeac                                                                                          |
| N 140a   | Ancien tracé : Bourges |
| N 141    | Saintes - Cognac - Angoulême - Limoges -- Ancien tracé : - Saintes - Cognac - Angoulême - Limoges - Aubusson - Létrade -- Ancien tracé 2 : - Saintes - Cognac - Angoulême - Limoges - Aubusson - Clermont-Ferrand |
| N 141a   | Ancien tracé : Olby (Les 4 Routes) - Orcines (La Baraque) - Clermont-Ferrand |
| N 141b   | Ancien tracé : Pontgibaud - Saint-Ours - La Baraque |
| N 141c   | Ancien tracé : Durtol - Clermont-Ferrand - Ceyrat |
| N 141d   | Ancien tracé : Saint-Léonard-de-Noblat |
| N 141e   | Ancien tracé : Saintes |
| N 142    | Bourges - Saint-Germain-du-Puy -- Ancien tracé : Aubusson - Guéret - La Croisière - Maubert - Bussière-Poitevine                                                                                                  |
| N 143    | Ancien tracé 2 : Tours - Châteauroux — Ancien tracé : Tours - Châteauroux - Montluçon - Riom |
| N 144    | Ancien tracé 2 : Bourges - Levet - Saint-Amand-Montrond - Montluçon - Riom -- Ancien tracé : Salbris - Bourges, Levet - Saint-Amand-Montrond - Montluçon                                                          |
| N 145    | Bellac - Guéret - Montluçon — Ancien tracé 2 : Bellac - Guéret - Montluçon - Dompierre-sur-Besbre — Ancien tracé : Guéret - Montluçon - Moulins                                                                   |
| N 146    | Ancien tracé 2 : Avallon - -- Ancien tracé : Montmarault - Saint-Pourçain-sur-Sioule - Varennes-sur-Allier |
| N 147    | Poitiers - Limoges -- Ancien tracé 2 : Angers - Saumur - Poitiers - Limoges -- Ancien tracé : Saumur - Poitiers - Limoges                                                                                         |
| N 148    | Ancien tracé 2 : Sainte-Hermine - Niort — Ancien tracé : Noirmoutier - La Roche-sur-Yon - Sainte-Hermine - Niort - Confolens - Étagnac                                                                            |
| N 148bis | Ancien tracé : Nantes - Poitiers |
| N 149    | Nantes - Poitiers — Ancien tracé : Les Sables-d'Olonne - Luçon - Fontenay-le-Comte |
| N 149bis | Ancien tracé : Parthenay - La Châtaigneraie - Bournezeau |
| N 150    | Saintes - Royan -— Ancien tracé 2 : Niort - Saintes - Royan -— Ancien tracé : Lusignan - Saintes - Royan |

## Routes nationales 151 à 175
| Numéro   | Parcours |
| -------- | --- |
| N 151    | Châteauroux - Bourges - La Charité-sur-Loire - Clamecy - Auxerre -- Ancien tracé 2 : Poitiers - Le Blanc - Lothiers, Châteauroux - Bourges - La Charité-sur-Loire - Clamecy - Auxerre -- Ancien tracé : Poitiers - Le Blanc - Lothiers, Châteauroux - Bourges - La Charité-sur-Loire - Clamecy - Vézelay - Givry                                               |
| N 151bis | Ancien tracé : Saint-Pierre-le-Moûtier - Sancoins - Saint-Amand-Montrond - Thevet-Saint-Julien, L'Embranchement - La Souterraine, Le Maubert - Bellac, Le Repaire - Confolens - Chasseneuil-sur-Bonnieure |
| N 152    | Ancien tracé 2 : Fontainebleau - Orléans - Tours - Saumur -- Ancien tracé : Briare - Orléans - Blois - Tours - Saumur - Les Rosiers-sur-Loire - Angers |
| N 152a   | Ancien tracé : Varennes-sur-Loire - Montsoreau |
| N 153    | Thionville - Apach -- Ancien tracé : Bourges - Dun-sur-Auron - Bourbon-l'Archambault - Souvigny |
| N 154    | Évreux - La Madeleine-de-Nonancourt, Dreux - Chartres - Allaines-Mervilliers -- Ancien tracé 2 : Acquigny - Évreux - La Madeleine-de-Nonancourt, Dreux - Chartres - Artenay -- Ancien tracé : Val-de-Reuil - Louviers - Acquigny - Évreux - La Madeleine-de-Nonancourt - Nonancourt, Dreux - Chartres - Artenay                                                |
| N 155    | Ancien tracé 3 : Heudebouville - Louviers -- Ancien tracé 2 : Orléans - Châteaudun - Brou - Nogent-le-Rotrou - Bellême - Mamers - Alençon, Fougères - Antrain - Dol-de-Bretagne - Saint-Malo — Ancien tracé : Orléans - Châteaudun - Brou - Nogent-le-Rotrou - Bellême - Mamers - Alençon, Mayenne - Ernée - Fougères - Antrain - Dol-de-Bretagne - Saint-Malo |
| N 155a   | Ancien tracé : Saint-Malo - Cancale |
| N 156    | Ancien tracé : Blois - Contres - Selles-sur-Cher - Valençay - Levroux - Châteauroux |
| N 157    | La Gravelle (A81) - Rennes -- Ancien tracé 3 : Orléans - Le Mans - Laval - Rennes -- Ancien tracé 2 : Blois - Le Mans - Laval - Rennes -- Ancien tracé : Blois - Le Mans - Laval |
| N 158    | Caen - Falaise -- Ancien tracé 2 : Caen - Falaise - Argentan - Sées -- Ancien tracé : Caen - Falaise - Argentan - Sées, Le Mans - Tours |
| N 159    | Raves - Sainte-Marie-aux-Mines -- Ancien tracé : Tours - La Flèche - Sablé-sur-Sarthe - Laval |
| N 159bis | Ancien tracé : Durtal - Château-Gontier - Craon |
| N 160    | Ancien tracé 2 : Angers - Cholet - La Roche-sur-Yon - Les Sables-d'Olonne -- Ancien tracé : Saumur - Cholet - La Roche-sur-Yon - Les Sables-d'Olonne |
| N 160    | Ancien tracé : Chantonnay - Bressuire |
| N 161    | Ancien tracé 2 : Carcassonne - -- Ancien tracé : Angers - Cholet |
| N 161bis | Ancien tracé : Segré - Chemillé |
| N 162    | Mayenne - Laval - Le Lion-d'Angers -- Ancien tracé : Mayenne - Laval - Le Lion-d'Angers - Angers—Ancien tracé 2 : Caen - Flers - Mayenne - Laval - Le Lion-d'Angers - Angers |
| N 162bis | Ancien tracé : Moulay - Montsûrs - Saint-Loup-du-Dorat |
| N 163    | Ancien Tracé : Saint-Jean-de-Linières - Châteaubriant - Rennes |
| N 163bis | Ancien Tracé : Le Lion-d'Angers - Segré - Rennes |
| N 164    | Montauban-de-Bretagne - Châteaulin -- Ancien tracé : Ancenis - Redon - Pontivy - Carhaix-Plouguer - Landerneau |
| N 164bis | Ancien tracé 2 : Montauban-de-Bretagne - Rostrenen -- Ancien tracé : Rennes - Rostrenen |
| N 165    | Nantes - Vannes - Lorient - - Quimper - Brest -- Ancien tracé : Nantes - Vannes - Auray - Lorient - Quimperlé - Quimper - Douarnenez - Audierne |
| N 165a   | Ancien tracé : Douarnenez |
| N 166    | Ploërmel - Vannes -- Ancien tracé : Vannes - Ploërmel - Saint-Méen - Dinan - Dinard |
| N 166a   | Ancien tracé : Châteauneuf-d'Ille-et-Vilaine - Pleslin-Trigavou |
| N 167    | Ancien tracé : Vannes - Locminé - Pontivy - Corlay - Guingamp - Lannion |
| N 167a   | Ancien tracé : Locmaria-Grand-Champ - Locqueltas |
| N 168    | Ancien tracé : Quiberon - Baud - Pontivy - Loudéac - Lamballe - Plancoët - Ploubalay - Dinard |
| N 168a   | Ancien tracé : Moncontour - Yffiniac |
| N 169    | Ancien tracé : Hennebont - Plouay - Gourin - Carhaix - Morlaix - Saint-Pol-de-Léon - Roscoff |
| N 170    | Ancien tracé 2 : Argenteuil - Soisy-sous-Montmorency—Ancien tracé : Quimper - Châteaulin - Le Faou - Daoulas - Landerneau - Lesneven - Brignogan-Plages |
| N 171    | Saint-Nazaire - Nozay -- Ancien tracé 2 : La Baule-Escoublac - Saint-Nazaire - Nozay - Châteaubriant - Laval—Ancien tracé : Granville - Coutances - Carentan |
| N 172    | Ancien Tracé : Bayeux - Saint-Lô - Coutances |
| N 173    | Vaux-les-Prés -- Ancien Tracé : Avranches - Granville |
| N 174    | Carentan - Saint-Lô - Guilberville -- Ancien Tracé : Carentan - Saint-Lô - Guilberville - Vire |
| N 175    | Pontorson - Avranches - Ponts -- Ancien tracé 2 : Rennes - Pontorson - Avranches - Caen - Rouen -- Ancien tracé : Villedieu-les-Poêles - Caen |

## Routes nationales 176 à 200
| Numéro   | Parcours |
| -------- | --- |
| N 176    | Pré-en-Pail - Domfront - Dinan - Plestan -- Ancien tracé : Villedieu-les-Poêles - Avranches - Pontorson - Dinan - Noyal |
| N 177    | Pont-l'Évêque - Trouville-sur-Mer -- Ancien tracé : Villers-Bocage - Vire - Mortain - Fougères - Rennes - Redon |
| N 178    | Pont de Tancarville - Boulleville -- Ancien tracé : Fougères - Vitré - Châteaubriant - Nantes, Les Sorinières - Legé - La Mothe-Achard |
| N 178bis | Ancien tracé : Laval - Cossé-le-Vivien - Craon - Pouancé - Saint-Mars-la-Jaille |
| N 179    | Ancien tracé : Honfleur - Pont-l'Évêque - Lisieux - Livarot - Vimoutiers - Gacé |
| N 180    | Ancien Tracé : Maison-Brûlée - Pont-Audemer - Saint-Maclou - Honfleur |
| N 181    | Ancien tracé : Breteuil-sur-Noye - Beauvais - Gisors - Vernon - Pacy-sur-Eure |
| N 182    | Harfleur - Le Havre -- Ancien tracé 2 : Rouen - Canteleu - Caudebec-en-Caux - Le Trait - Lillebonne - Tancarville - Gonfreville-l'Orcher - Harfleur - Le Havre -- Ancien tracé : Bonnières-sur-Seine - Vernon - Gaillon - Heudebouville - Val-de-Reuil - Pont-de-l'Arche - Rouen - Canteleu - Caudebec-en-Caux - Le Trait - Lillebonne - Tancarville - Gonfreville-l'Orcher - Harfleur - Le Havre                                                       |
| N 182a   | Ancien tracé : Heudebouville - Louviers |
| N 183    | Ancien Tracé : Maintenon - Nogent-le-Roi - Maulette - Mantes-la-Jolie - Lattainville |
| N 184    | Saint-Germain-en-Laye - -- Ancien tracé : Versailles - Marly-le-Roi - Le Port-Marly - Saint-Germain-en-Laye - Saint-Ouen-l'Aumône |
| N 184a   | Ancien tracé : Marly-le-Roi |
| N 184c   | Ancien tracé : Saint-Germain-en-Laye |
| N 185    | Ancien tracé : Paris - Saint-Cloud - Versailles |
| N 186    | L'Île-Saint-Denis - Saint-Denis - La Courneuve - Bobigny - Nogent-sur-Marne - Joinville-le-Pont - Créteil - La Belle-Épine - La Croix-de-Berny - Le Petit-Clamart - Versailles - Marly-le-Roi - Le Port-Marly -- Ancien tracé : Le Pecq - Chatou - Nanterre - Colombes - L'Île-Saint-Denis - Saint-Denis - La Courneuve - Bobigny - Nogent-sur-Marne - Joinville-le-Pont - Créteil - La Belle-Épine - La Croix-de-Berny - Le Petit-Clamart - Versailles |
| N 186a   | Ancien tracé : Saint-Cyr-l'École - Jouy-en-Josas |
| N 187    | Ancien tracé 2 : Pont de Neuilly - Saint-Cloud - Sèvres - Issy-les-Moulineaux - Paris -- Ancien tracé : Pont de Neuilly - Saint-Cloud - Sèvres - Le Petit-Clamart |
| N 188    | Massy / ] - Les Ulis -- Ancien tracé 2 : Massy - Les Ulis - Ablis -- Ancien tracé : Massy - Les Ulis - Ablis - Chartres |
| N 189    | Ceyrat - Beaumont -- Ancien tracé : Paris - Issy-les-Moulineaux - Pont de Sèvres |
| N 189a   | Ancien tracé : Paris - Issy-les-Moulineaux |
| N 190    | Ancien tracé 2 : Nanterre - Rueil-Malmaison, Saint-Germain-en-Laye - Meulan - Mantes-la-Jolie |
| N 191    | Corbeil-Essonnes - Mennecy - Étampes - Ablis -- Ancien tracé : Corbeil-Essonnes - Mennecy - Étampes - Ablis - Rambouillet - Epône |
| N 192    | Ancien tracé : La Défense - Bezons - La Patte d'Oie d'Herblay |
| N 193    | Bastia - Corte - Ajaccio |
| N 194    | Ajaccio - Ancien tracé : Sartène - Aullène - Zicavo - Ghisoni - Col de la Serra |
| N 195    | Ancien tracé : Sagone - Vico - Evisa |
| N 196    | Ajaccio - Sartène - Bonifacio |
| N 197    | Ponte-Leccia - Belgodère - Île-Rousse - Lumio - Calvi — Ancien tracé : Prunete - Piedicroce - Morosaglia - Belgodère - Muro - Lumio - Calvi |
| N 198    | Casamozza - Aléria - Porto-Vecchio - Bonifacio — Ancien tracé : Saint-Florent - Cap Corse - Bastia - Aléria - Porto-Vecchio - Bonifacio |
| N 199    | Ancien tracé : Bastia - Col de Téghime - Saint-Florent - Île-Rousse - Calvi - Cargèse - Ajaccio |
| N 200    | Corte - Aléria |

## Routes nationales 201 à 225
| Numéro | Parcours |
| ------ | --- |
| N 201  | Ancien tracé : Suisse () - Saint-Julien-en-Genevois - Annecy - Aix-les-Bains - Chambéry |
| N 202  | RD 902 - Barrême -- Ancien tracé 2 : Nice - Puget-Théniers - Barrême -- Ancien tracé : Nice - Barcelonnette, Saint-Paul-sur-Ubaye - Briançon, Col du Lautaret - Saint-Michel-de-Maurienne, Lanslebourg - Bourg-Saint-Maurice - Les Chapieux, Les Contamines-Montjoie - Saint-Gervais-les-Bains - Cluses - Morzine - Thonon-les-Bains |
| N 202a | Ancien tracé : Guillestre - Mont-Dauphin-Gare |
| N 203  | Ancien tracé 2 : Annecy - Bonneville -- Ancien tracé : Annecy - Bonneville - Thonon-les-Bains |
| N 203a | Ancien tracé : La Roche-sur-Foron - Findrol |
| N 203b | Ancien tracé : Machilly - Douvaine |
| N 204  | Ancien tracé 3 : Italie - Breil-sur-Roya - Tende - Italie—Ancien tracé 2 : Nice - Breil-sur-Roya - Tende - Italie—Ancien tracé : Nice - Breil-sur-Roya - Fontan - Italie |
| N 204a | Ancien tracé : La Trinité - La Turbie |
| N 204b | Ancien tracé : Breil-sur-Roya - Italie |
| N 205  | Annemasse - Chamonix - Tunnel du Mont-Blanc -- Ancien tracé : - Saint-Sauveur-sur-Tinée - Saint-Étienne-de-Tinée |
| N 206  | Ancien tracé 2 : Bellegarde-sur-Valserine - Saint-Julien-en-Genevois - Annemasse - Douvaine -- Ancien tracé : Collonges - Saint-Julien-en-Genevois - Annemasse -- Reclassée D1206 |
| N 206a | Ancien tracé 2 : Étrembières - Monnetier-Mornex -- Ancien tracé : Liaison - à Collonges (fort de l'Écluse) |
| N 207  | Ancien tracé : Reillanne - Manosque - Mézel - Châteauredon, Barrême - Saint-André-les-Alpes - Saint-Benoît |
| N 207a | Ancien tracé : La Brillanne - Les Buissonnades |
| N 208  | Ancien tracé : Uvernet-Fours - Col d'Allos - Allos - Colmars - Annot |
| N 209  | Creuzier-le-Neuf - Varennes-sur-Allier -- Ancien tracé : Gannat – Vichy – Cusset - Creuzier-le-Neuf - Varennes-sur-Allier -- Ancien tracé 2 : Saint-Laurent-du-Var - Gattières - Pont Charles-Albert |
| N 209a | Ancien tracé : Vence - Gattières - Pont de la Manda |
| N 210  | Bordeaux -- Ancien tracé : Châteauneuf-Grasse - Vence - Gattières - Pont de la Manda |
| N 210a | Ancien tracé : Vence |
| N 211  | Ancien tracé : Entrevaux - Briançonnet - Séranon |
| N 211a | Ancien tracé : Puget-Théniers - Briançonnet |
| N 212  | Ancien tracé : Sallanches - Megève - Ugine - Albertville |
| N 215  | Ancien tracé : Bordeaux - Pointe de Grave |
| N 216  | Calais |
| N 220  | Ancien tracé : Chambéry - La Motte-Servolex |
| N 221  | Trélissac - Saint-Laurent-sur-Manoire |
| N 222  | Ancien tracé : Liaison entre la et l' |
| N 223  | |
| N 224  | L'Isle-Jourdain - Blagnac |
| N 225  | - Dunkerque |

## Routes nationales 226 à 300
| Numéro | Parcours                                                                  |
| ------ | ------------------------------------------------------------------------- |
| N 226  | Ancien tracé : Le Mans -                                                  |
| N 227  | Villeneuve-d'Ascq                                                         |
| N 230  | Bègles - Lormont                                                          |
| N 232  | Ancien tracé : Tourlaville                                                |
| N 233  | Ancien tracé : Metz                                                       |
| N 235  | Ancien tracé : Amiens - Yzeux                                             |
| N 237  | Rocade nord de La Rochelle                                                |
| N 238  | Ancien tracé : Elbeuf - Les Essarts                                       |
| N 244  | Reims - Witry-lès-Reims                                                   |
| N 247  | Ancien tracé : Liaison - à La Crèche                                      |
| N 248  | Épannes - Échangeur No 33                                                 |
| N 249  | Nantes - Cholet - Bressuire                                               |
| N 250  | Gujan-Mestras - Arcachon Ancien tracé : Bordeaux - Marcheprime - Arcachon |
| N 251  | Ancien tracé : Arcachon                                                   |
| N 252  | Ancien Tracé: Blois                                                       |
| N 254  | Allaines-Mervilliers - 12                                                 |
| N 260  | Les Ponts-de-Cé                                                           |
| N 263  | Ancien tracé : Bayonne - 5                                                |
| N 264  | Ancien tracé : Pins-Justaret -                                            |
| N 265  | rocade est de Brest                                                       |
| N 266  | Ancien tracé : Saint-Louis - Bâle (Suisse)                                |
| N 268  | Ancien tracé : La Fossette - Port-Saint-Louis-du-Rhône                    |
| N 270  | Avignon                                                                   |
| N 271  | Orléans                                                                   |
| N 273  | Besançon                                                                  |
| N 274  | Boulevard périphérique de Dijon                                           |
| N 276  | Ancien tracé : Précey - Poilley                                           |
| N 283  | - Échangeur No 7                                                          |
| N 284  | Ancien tracé : Saint-Germain-en-Laye                                      |
| N 285  | Ancien tracé : Le Cannet - 42                                             |
| N 286  | Ancien tracé : Saint-Cyr-l'École - Jouy-en-Josas                          |
| N 296  | - (vers Grenoble)                                                         |
| N 296a | - (vers Marseille)                                                        |
| N 300  | Ancien tracé : 33 - Sète                                                  |

## Routes nationales 301 à 325
| Numéro | Parcours |
| ------ | --- |
| N 301  | Ancien tracé : Paris - Pierrefitte-sur-Seine |
| N 302  | Paris - Montreuil - Noisy-le-Sec - Rosny-sous-Bois - Villemomble - Gagny |
| N 303  | Paris - Joinville-le-Pont - Noisy-le-Grand -- Ancien tracé : Paris - Joinville-le-Pont - Noisy-le-Grand - Crécy-la-Chapelle                                                                                 |
| N 304  | Ancien tracé 2 : Aubenas - Privas - Le Pouzin - Loriol-sur-Drôme -- Ancien tracé : Paris - Joinville-le-Pont - Esternay                                                                                     |
| N 305  | Paris - Choisy-le-Roi |
| N 306  | Le Petit-Clamart - Échangeur -- Ancien tracé : Paris - Le Petit-Clamart - Rambouillet - Lèves |
| N 306a | Ancien tracé : Sèvres - Meudon - Le Petit-Clamart |
| N 307  | Ancien tracé : Paris - Saint-Cloud - Mareil-sur-Mauldre |
| N 307a | Ancien tracé : Chaville - Ville-d'Avray - Marnes-la-Coquette |
| N 308  | Ancien tracé : Paris - La Garenne-Colombes, Bezons - Poissy |
| N 309  | Ancien tracé : Paris - Argenteuil - Viarmes - Chantilly |
| N 309a | Ancien tracé : La Garenne-Colombes - Bois-Colombes - Asnières-sur-Seine |
| N 310  | Pont d'Épinay - Épinay-sur-Seine -- Ancien Tracé : Paris - Asnières-sur-Seine - Gennevilliers - Épinay-sur-Seine                                                                                            |
| N 310a | Ancien tracé : Paris - Saint-Denis |
| N 311  | Bezons - Argenteuil -- Ancien Tracé : Le Vésinet - Chatou - Bezons - Argenteuil - Montmorency - Sarcelles                                                                                                   |
| N 311a | Ancien tracé : Carrières-sur-Seine - Bougival - Le Chesnay |
| N 312  | Ancien tracé 2 : Vias - Échangeur No 34 -- Ancien tracé : Toutainville - Berville-sur-Mer - Fiquefleur |
| N 313  | Ancien tracé 2 : Aimargues - Échangeur No 26 — Ancien tracé : Meulan - Vernon - Bouafles - Les Andelys - Louviers - Elbeuf - Bourg-Achard - Gauville                                                        |
| N 314  | Ancien tracé 2 : La Défense - Nanterre -- Ancien tracé : Forges-les-Eaux - Neufchâtel-en-Bray - Londinières - Eu                                                                                            |
| N 315  | Gennevilliers -- Ancien tracé : Barentin - Yerville - Veules-les-Roses |
| N 316  | Autoroute - Loon-Plage -- Ancien tracé : Aumale - Abancourt - Formerie - Gournay-en-Bray - Les Andelys, Bouafles - Gaillon - Caër                                                                           |
| N 317  | Ancien tracé : Montreuil (Pas-de-Calais) - Rang-du-Fliers - Berck |
| N 318  | Ancien tracé : Attin - Étaples - Le Touquet-Paris-Plage |
| N 319  | Troyes - Aéroport de Troyes-Barberey () -- Ancien tracé : Le Moulin-d'Écalles - Buchy - Forges-les-Eaux - Gaillefontaine - Formerie, Abancourt - Poix-de-Picardie, Amiens - Arras - Hénin-Beaumont - Carvin |
| N 320  | L'Hospitalet-près-l'Andorre - Col de Puymorens - Porté-Puymorens -- Ancien tracé : Dieppe - Londinières - Aumale, Poix-de-Picardie - Moreuil                                                                |
| N 321  | Ancien tracé : Forges-les-Eaux - Argueil - La Feuillie - Lyons-la-Forêt - Fleury-sur-Andelle - Pont-de-l'Arche - Elbeuf                                                                                     |
| N 322  | Ancien tracé : Meulan - Pontoise - L'Isle-Adam - Beaumont-sur-Oise - Viarmes - Luzarches - Nanteuil-le-Haudouin - Betz - Mareuil-sur-Ourcq                                                                  |
| N 323  | Saint-Jean-de-Linières - Beaucouzé -- Ancien tracé : Chambly - Méru - Chaumont-en-Vexin - Trie-la-Ville |
| N 324  | Vauciennes - Crépy-en-Valois - Senlis -- Ancien tracé : Vauciennes - Crépy-en-Valois - Senlis - Chantilly, Gouvieux - Chambly                                                                               |
| N 324a | Ancien tracé : Chantilly - La Chapelle-en-Serval |
| N 325  | Ancien tracé : Soissons - Vailly-sur-Aisne - Bourg-et-Comin - Neufchâtel-sur-Aisne - Brienne-sur-Aisne - Juniville - Leffincourt - Mazagran                                                                 |

## Routes nationales 326 à 350
| Numéro | Parcours |
| ------ | --- |
| N 326  | Ancien tracé : Brienne-sur-Aisne - Asfeld - Château-Porcien - Rethel |
| N 327  | Ancien tracé 2 : Menton - Italie -- Ancien tracé : Pontoise - Méru - Allonne |
| N 328  | Villetaneuse - Les Trois-Communes -- Ancien Tracé : Villetaneuse - Montmorency - Eaubonne - Hérouville-en-Vexin                                                                                              |
| N 329  | Ancien tracé : Beaumont-sur-Oise - Neuilly-en-Thelle - Mouy - Clermont-en-Beauvaisis, Brunvillers-la-Motte - Montdidier - Bouchoir - Vrély - Rosières-en-Santerre - La Râperie - Bray-sur-Somme - Albert     |
| N 330  | Creil - Senlis - Mont-l'Évêque - Ermenonville - Le Plessis-Belleville - Saint-Soupplets - Meaux |
| N 330a | Ancien tracé : Mont-l'Évêque - Nanteuil-le-Haudouin |
| N 331  | Ancien tracé : Dammartin-en-Goële - Saint-Soupplets - Lizy-sur-Ourcq - Sainte-Aulde |
| N 332  | Ancien Tracé : Compiègne - Crépy-en-Valois - Lévignen - Betz - May-en-Multien |
| N 333  | Hudiviller - Gogney -- Ancien tracé : Amiens - Bernaville - Auxi-le-Château |
| N 334  | Ancien tracé : Coucy-le-Château-Auffrique - Blérancourt - Noyon - Roye - Bouchoir - Boves |
| N 334a | Ancien tracé : Roye - Vrély |
| N 335  | Coudekerque-Branche -- Ancien tracé : Crépy-en-Valois - Pierrefonds - Cuise-la-Motte - Blérancourt |
| N 336  | Dunkerque - Coudekerque-Branche -- Ancien tracé : Gamaches - Oisemont - Airaines - Picquigny, Longueau - Villers-Bretonneux - La Râperie - Villers-Carbonnel - Estrées-en-Chaussée - Vermand - Saint-Quentin |
| N 337  | Le Coudray-Montceaux -- Ancien Tracé : Nesle - Chaulnes - Bayonvillers |
| N 338  | Le Grand-Quevilly -- Ancien Tracé : Estrées-en-Chaussée - Péronne - Albert - Doullens - Auxi-le-Château - Crécy-en-Ponthieu - Rue - Le Crotoy                                                                |
| N 339  | Ancien tracé : Frévent - Avesnes-le-Comte - Étrun |
| N 340  | Haguenau - Bernolsheim -- Ancien tracé : Hesdin - Ligny-sur-Canche |
| N 341  | Ancien tracé : Sainte-Catherine-lès-Arras - Houdain - Divion - Cauchy-à-la-Tour - Desvres - Saint-Martin-Boulogne                                                                                            |
| N 342  | Ancien tracé : Cambrai - Solesmes - Le Quesnoy - Bavay |
| N 343  | Ancien tracé : Saint-Pol-sur-Ternoise - Fruges - Hucqueliers - Desvres |
| N 344  | Rocade Nord de Reims -- Ancien tracé : Bailleul - Strazeele - Hazebrouck - Arques |
| N 345  | Ancien tracé : Béthune - Estaires - Armentières - Halluin - Belgique N32b |
| N 346  | Saint-Priest - Vaulx-en-Velin -- Ancien tracé : Hazebrouck - Merville - Estaires |
| N 347  | Saumur - Distré -- Ancien tracé : Lens - La Bassée - Estaires - Strazeele - Caëstre - Steenvoorde - Les Cinq-Chemins - Hondschoote - Ghyvelde - Bray-Dunes                                                   |
| N 348  | Ancien tracé : Cassel - Steenvoorde - L'Abeele - Belgique |
| N 349  | Tourcoing - Neuville-en-Ferrain -- Ancien tracé : Lille - Quesnoy-sur-Deûle - Deûlémont - Pont-Rouge - Belgique                                                                                              |
| N 350  | Lille - Marcq-en-Barœul - Tourcoing - Neuville-en-Ferrain - Belgique |
| N 350a | Ancien tracé : Marcq-en-Barœul - Villeneuve-d'Ascq - Roubaix - Wattrelos - Belgique N512 |
| N 350b | Ancien tracé : Tourcoing - Roncq |

## Routes nationales 351 à 375
| Numéro | Parcours |
| ------ | --- |
| N 351  | Ancien tracé 2 : Lille - La Madeleine -- Ancien tracé : Orsinval - Berlaimont - Avesnes-sur-Helpe - Trélon - Belgique N593                                                                                              |
| N 352  | Ancien tracé 2 : Englos - Saint-André-lez-Lille, Marcq-en-Barœul - Wasquehal -- Ancien tracé : Capinghem - Haubourdin - Seclin - Ascq - Lannoy - Roubaix - Tourcoing - Bondues - Wambrechies - Pérenchies - Prémesques  |
| N 353  | Rocade sud de Strasbourg : Fegersheim - Eschau - Allemagne L 98 -- Ancien tracé 2 : Dunkerque - Fort-Mardyck -- Ancien tracé : Seclin - Pont-à-Marcq - Auchy-lez-Orchies - Orchies - Nouveau-Jeu - Saint-Amand-les-Eaux |
| N 354  | Ancien tracé 2 : Bondues - Lomme -- Ancien tracé : Carvin - Auchy-lez-Orchies, Saint-Amand-les-Eaux - Quiévrechain |
| N 355  | Ancien tracé 2 : Lesquin -- Ancien tracé : Ascq - Mouchin - Saint-Amand-les-Eaux, Nouveau-Jeu - Denain - Douchy-les-Mines - Saint-Python, Solesmes - Le Cateau-Cambrésis                                                |
| N 356  | Lille - Roubaix -- Ancien tracé : Bapaume - Douai |
| N 357  | Ancien tracé : Orchies - Marchiennes - Somain - Abscon - Mastaing |
| N 358  | Ancien tracé : Valenciennes - Solesmes |
| N 359  | Ancien tracé : Le Cateau-Cambrésis - Landrecies - Aulnoye-Aymeries - Louvroil, Maubeuge - Jeumont - Belgique N561 |
| N 360  | Saint-Denis - Sens -- Ancien tracé : Cambrai - Bohain-en-Vermandois - Guise - Vervins |
| N 361  | Ancien tracé : Bavay - Aulnoye-Aymeries - Saint-Remy-Chaussée |
| N 362  | Ancien tracé : Maroilles - Avesnes-sur-Helpe, Les Trois-Pavés - Hestrud - Belgique N596 |
| N 363  | Ancien tracé : Vervins - Hirson - Trélon - Solre-le-Château - Jeumont |
| N 364  | Ancien tracé : Landrecies - Prisches - Cartignies - Étrœungt - Fourmies - Anor |
| N 365  | Ancien tracé : Le Nouvion-en-Thiérache - Étrœungt |
| N 366  | Ancien tracé : Vervins - Montcornet - Neufchâtel-sur-Aisne - Reims—Ancien tracé 2 : Mulhouse - échangeur - Kingersheim-le Kaligone                                                                                      |
| N 367  | Ancien tracé : Le Hérie-la-Viéville - Laon - Fismes - Château-Thierry |
| N 368  | Ancien tracé : Melun - Coulommiers - La Ferté-sous-Jouarre |
| N 369  | Ancien tracé : La Ferté-sous-Jouarre - Charly-sur-Marne - Château-Thierry |
| N 370  | Aulnay-sous-Bois - Sevran - Livry-Gargan - Clichy-sous-Bois - Gagny - Neuilly-sur-Marne - Marne-la-Vallée |
| N 371  | Ancien tracé 2 : Montluçon - Montmarault -- Ancien tracé : Melun - Lagny - Dammartin-en-Goële |
| N 372  | Ancien tracé : Melun - Milly-la-Forêt |
| N 372a | Ancien tracé : Dammarie-lès-Lys - Pringy |
| N 373  | Ancien tracé : Compiègne - Villers-Cotterêts - Neuilly-Saint-Front - Château-Thierry - Marchais-en-Brie, Montmirail - Sézanne - Anglure - La Belle-Étoile                                                               |
| N 374  | Ancien tracé : La Ferté-sous-Jouarre - La Ferté-Gaucher - Provins, Nogent-sur-Seine - Marcilly-le-Hayer - Aix-en-Othe - Ervy-le-Châtel - Charrey                                                                        |
| N 374a | Ancien tracé : Villemaur-sur-Vanne |
| N 374b | Ancien tracé : Paisy-Cosdon |
| N 375  | Ancien tracé : Maclaunay - Courgivaux, Montceaux-lès-Provins - Provins - Montereau-Fault-Yonne - Nemours - Bellegarde                                                                                                   |

## Routes nationales 376 à 400
| Numéro | Parcours |
| ------ | --- |
| N 376  | Ancien tracé : Provins - Bray-sur-Seine - Pont-sur-Yonne |
| N 377  | Ancien tracé : Laon - Montcornet, Rozoy-sur-Serre - Rocroi |
| N 378  | Ancien tracé : Rozoy-sur-Serre - Lonny |
| N 379  | Ancien tracé : Charleville-Mézières - Gespunsart - Belgique |
| N 380  | Ancien tracé : Dormans - Reims - Leffincourt |
| N 381  | Ancien tracé : Douzy - Carignan - Montmédy, Longuyon - Briey - Châtel-Saint-Germain                                                                                            |
| N 381a | Ancien tracé : Carignan - Belgique |
| N 381b | Ancien tracé : Montmédy - Belgique |
| N 382  | Ancien tracé : Vouziers - Sainte-Menehould - Vitry-le-François |
| N 383  | Ancien tracé 2 : Saint-Fons - Vénissieux - Bron - Villeurbanne - Caluire-et-Cuire -- Ancien tracé : Vouziers - Attigny - Biermes                                               |
| N 384  | Ancien tracé : Saint-Dizier - Bar-sur-Aube |
| N 385  | Ancien tracé : Pontfaverger-Moronvilliers - Rethel - Novion-Porcien - Signy-l'Abbaye - Tremblois-lès-Rocroi,Rocroi - Gué-d'Hossus - Belgique                                   |
| N 386  | Ancien tracé : Fismes - Épernay |
| N 387  | Ancien tracé : Mazagran - La Bascule - Poix-Terron |
| N 388  | Ancien tracé : Lonny - Revin - Fumay |
| N 389  | Ancien tracé : Charleville-Mézières - Vireux-Wallerand |
| N 390  | Ancien tracé : Étain - Jarny - Gravelotte |
| N 391  | Ancien tracé : La Bascule - Le Chesne |
| N 392  | Ancien tracé : Strasbourg - Schirmeck - Badonviller - Ogéviller |
| N 392a | Ancien tracé : Allarmont - Raon-l'Étape |
| N 393  | Ancien tracé : Col du Donon - Blâmont |
| N 393a | Ancien tracé : Cirey-sur-Vezouze - Val-et-Châtillon |
| N 394  | Ancien tracé : Mont de Billy - La Grande-Romanie - Revigny-sur-Ornain - Bar-le-Duc                                                                                             |
| N 395  | Ancien tracé : Vitry-le-François - Revigny-sur-Ornain |
| N 396  | Ancien tracé 2 : Roquevaire - Gémenos -- Ancien tracé : Vitry-le-François - Brienne-le-Château - Bar-sur-Aube - Montigny-sur-Aube - Dijon - Seurre - Louhans - Bourg-en-Bresse |
| N 397  | Ancien tracé : Contrisson - Stainville |
| N 398  | Ancien tracé : Dun-sur-Meuse - Varennes-en-Argonne, Neuvilly-en-Argonne - Érize-la-Petite                                                                                      |
| N 399  | Ancien tracé : Metz - Morhange - Dieuze - Maizières-lès-Vic |
| N 400  | Ancien tracé : Brienne-le-Château - Ceffonds |

## Routes nationales 401 à 425
| Numéro | Parcours |
| ------ | --- |
| N 401  | Saint-Denis -- Ancien tracé : Saint-Dizier - Bar-le-Duc, Petit-Rumont - Saint-Mihiel - Chambley-Bussières |
| N 402  | Ancien tracé : Givry-en-Argonne - Laheycourt - Chaumont-sur-Aire - Rupt-devant-Saint-Mihiel |
| N 403  | Ancien tracé 2 : Livry-Gargan - Montfermeil—Ancien tracé : Bras-sur-Meuse - Tranchée des Baïonnettes - Thiaumont - Nécropole nationale de Douaumont - Fleury-devant-Douaumont - Bellevue                       |
| N 403a | Ancien tracé : Fort de Tavannes - Fort de Vaux |
| N 403b | Ancien tracé : Belleville-sur-Meuse - Nécropole nationale de Douaumont |
| N 403c | Ancien tracé : Thiaumont - Ossuaire de Douaumont - Nécropole nationale de Douaumont |
| N 403d | Ancien tracé : Nécropole nationale de Douaumont - Fort de Douaumont |
| N 404  | Ancien tracé 2 : - (échangeur No 45) -- Ancien tracé : Manheulles - Flirey - Toul - Xirocourt - Gripport |
| N 405  | Ancien tracé : Iré-le-Sec - Damvillers - Vacherauville |
| N 406  | Créteil - Valenton - Limeil-Brévannes - Bonneuil-sur-Marne - Boissy-Saint-Léger - Ancien tracé 2 : Sèvres - Meudon - Le Petit-Clamart -- Ancien tracé : Étain - Briey - Aumetz - Esch-sur-Alzette (Luxembourg) |
| N 407  | Ancien tracé 3 : - Vienne -- Ancien tracé 2 : Chaville - Ville-d'Avray - Marnes-la-Coquette -- Ancien tracé : Saint-Mihiel - Rambucourt - Marbache                                                             |
| N 408  | Ancien tracé : Étain - Fresnes-en-Woëvre - Vigneulles-lès-Hattonchâtel - Toul - |
| N 409  | Ancien tracé 2 : La Garenne-Colombes - Bois-Colombes - Asnières-sur-Seine -- Ancien tracé : Toul - Neuves-Maisons                                                                                              |
| N 410  | Ancien tracé : Pont-à-Mousson - Faulquemont - Saint-Avold - Sarreguemines - Rohrbach-lès-Bitche - Bitche |
| N 411  | Ancien tracé : Dieulouard - Toul |
| N 412  | Ancien tracé : Metz - Florange |
| N 413  | Ancien tracé : Metz - Essey-lès-Nancy, Le Point du Jour - Mirecourt |
| N 414  | Ancien tracé : Moyenvic - Lunéville - Gerbéviller - Rambervillers |
| N 415  | Ancien tracé : Saint-Dié-des-Vosges - Col du Bonhomme - Colmar - Breisach am Rhein (Allemagne) |
| N 416  | Saint-Léonard - -- Ancien tracé : Sainte-Marie-aux-Mines - Ribeauvillé - Ostheim |
| N 417  | Ancien tracé 2 : Pau - Lescar -- Ancien tracé : Chaumont - Montigny-le-Roi - Bourbonne-les-Bains - Corre - Vauvillers - Saint-Loup-sur-Semouse, Remiremont - Gérardmer - Munster - Colmar                      |
| N 418  | Ancien tracé : Thionville - Bouzonville - Sarrelouis (Allemagne) |
| N 419  | Ancien tracé : Sarreguemines - Wingen-sur-Moder - Haguenau - Auenheim - Fort-Louis - Le Rhin |
| N 419a | Ancien tracé : Pfaffenhoffen - Brumath |
| N 420  | Ancien tracé 2 : Épinal - Bruyères - Saint-Dié-des-Vosges - Saales - Schirmeck - Molsheim—Ancien Tracé : Épinal - Bruyères - Saint-Dié-des-Vosges - Saales - Schirmeck                                         |
| N 421  | Ancien tracé 2 : - Cantin () -- Ancien tracé : Saverne - Brumath |
| N 422  | ] - , Niedernai - Obernai - Sélestat, Colmar - Sainte-Croix-en-Plaine Ancien tracé : Marlenheim - Sélestat, Colmar - Sainte-Croix-en-Plaine - Baldersheim - Mulhouse                                           |
| N 422a | Ancien tracé : Baldersheim - Rixheim |
| N 423  | Ancien tracé : - Bruyères - Granges-sur-Vologne - Gérardmer |
| N 423a | Ancien tracé : - Bruyères |
| N 424  | Ancien tracé : Col de la Chipotte - Moyenmoutier - Villé - Sélestat - Marckolsheim - Allemagne |
| N 425  | Sainte-Catherine — Ancien tracé : Saint-Martin - Le Hohwald - Barr / Goxwiller - Entzheim |
| N 425a | Ancien tracé : Mittelbergheim - |

## Routes nationales 426 à 450
| Numéro | Parcours |
| ------ | --- |
| N 426  | Ancien tracé : Le Hohwald - Mont Sainte-Odile - Obernai - Erstein - Frontière allemande |
| N 427  | Ancien tracé : Thonnance-lès-Joinville - Liffol-le-Grand |
| N 428  | Ancien tracé : Châtillon-sur-Seine - Recey-sur-Ource - Saints-Geosmes |
| N 429  | Ancien tracé : Meuse - Lamarche - Contrexéville - Vittel - Mattaincourt |
| N 430  | Ancien tracé: Col de la Schlucht - Le Markstein - Lautenbach - Guebwiller - Mulhouse |
| N 431  | - (échangeur no 29) -- Ancien tracé : Uffholtz - Le Markstein |
| N 432  | Ancien tracé : Mulhouse - Altkirch - Hirsingue - Ferrette - Suisse |
| N 433  | Ancien tracé : Saint-Germain-du-Plain - Cuisery - Pont-de-Veyle - Trévoux - Lyon |
| N 433a | Ancien tracé : Pont-de-Vaux - |
| N 434  | Ancien tracé : Épinal - Xertigny - Bains-les-Bains - Vauvillers - Amance - Faverney - Charmoille |
| N 435  | Ancien tracé : Domèvre-sur-Vezouze - Baccarat - Rambervillers |
| N 436  | Ancien tracé : Saint-Didier-de-Formans - Châtillon-sur-Chalaronne - Bourg-en-Bresse - Dortan - Saint-Claude - Mijoux |
| N 437  | Sévenans - Audincourt -- Ancien tracé : Sévenans - Sochaux - Audincourt - Pont-de-Roide-Vermondans - Saint-Hippolyte - Maîche - Le Russey - Morteau - Pontarlier - Mouthe - Saint-Laurent-en-Grandvaux - Saint-Claude      |
| N 437a | Ancien tracé : Maîche - Damprichard - Goumois |
| N 437b | Ancien tracé : Maison-Rouge - Trévillers - Goumois |
| N 437c | Ancien tracé : Saint-Hippolyte - Glère - Brémoncourt |
| N 438  | Ancien tracé : Roye - Héricourt - Montbéliard - Mathay |
| N 439  | Campigneulles-les-Petites -- Ancien tracé : Sens - Thorigny-sur-Oreuse - Gumery - La Motte-Tilly |
| N 440  | Ancien tracé : Anglure - Marcilly-le-Hayer |
| N 441  | Ancien tracé : Méry-sur-Seine - Lesmont |
| N 442  | Ancien tracé 2 : Saint-Quentin - Neuville-Saint-Amand -- Ancien tracé : Nogent-sur-Seine - Marigny-le-Châtel - La Malmaison                                                                                                |
| N 443  | Ancien tracé : Montargis - Joigny - Saint-Florentin - Bar-sur-Seine - Brienne-le-Château |
| N 444  | Saint-Herblain (accès boulevard périphérique Nantes) à Sautron / Saint-Étienne-de-Montluc (accès RN165) |
| N 445  | Viry-Châtillon - Fleury-Mérogis -- Ancien tracé : Lormes - Châtillon-en-Bazois |
| N 446  | Saclay - Saintry-sur-Seine Ancien tracé : Versailles - Jouy-en-Josas - Corbeil-Essonnes - Melun - Nangis |
| N 447  | Ancien tracé : Corbeil-Essonnes - Lieusaint - Guignes |
| N 448  | Vigneux-sur-Seine - Saint-Pierre-du-Perret -- Ancien tracé : Vigneux-sur-Seine - Ris-Orangis - Milly-la-Forêt - Malesherbes - Puiseaux - Beaumont-du-Gâtinais, Le Pont des Besniers - Sully-sur-Loire - Argent-sur-Sauldre |
| N 449  | - Ris-Orangis -- Ancien tracé : Arpajon - Malesherbes |
| N 450  | Marcq-en-Barœul - Villeneuve-d'Ascq - Roubaix - Wattrelos - Belgique N512 -- Ancien tracé : Pithiviers - Ladon, Dicy - Voutenay-sur-Cure                                                                                   |

## Routes nationales 451 à 475
| Numéro | Parcours |
| ------ | --- |
| N 451  | Ancien tracé : Villemandeur - Thimory - Bonnée |
| N 452  | Ancien tracé : Tonnerre - Les Riceys - Celles-sur-Ource |
| N 453  | Ancien tracé 2 : Arles - Saint-Martin-de-Crau -- Ancien tracé : Nuits - Laignes - Les Riceys |
| N 454  | Ancien tracé : Cussy-les-Forges - Semur-en-Auxois - Venarey-les-Laumes - Baigneux-les-Juifs - Aignay-le-Duc - Saint-Broing-les-Moines - Recey-sur-Ource                                                     |
| N 455  | Douchy-les-Mines - Pecquencourt Ancien tracé : Joigny - Toucy - Saint-Sauveur-en-Puisaye - Cosne-Cours-sur-Loire - Sancerre - Bourges                                                                       |
| N 456  | Ancien tracé : Augy - Aisy-sur-Armançon |
| N 457  | Ancien tracé : Neuvy-sur-Loire - Clamecy, Vézelay - Avallon - Aisy-sur-Armançon |
| N 458  | Ancien tracé : Vézelay - Corbigny - Saint-Saulge - au Bois de Sauvigny |
| N 459  | Ancien tracé : Recey-sur-Ource - Is-sur-Tille - Mirebeau-sur-Bèze - Pontailler-sur-Saône - Recologne |
| N 460  | Ancien tracé : Épinal - Darney - Bourbonne-les-Bains - Champlitte - Fontaine-Française - Varois-et-Chaignot                                                                                                 |
| N 460a | Ancien tracé : Senaide () - Lamarche |
| N 461  | Ancien tracé : Arc-sur-Tille - Pontailler-sur-Saône / La Vèze - Étalans - Valdahon - Les Fins - Villers-le-Lac (frontière suisse)                                                                           |
| N 462  | Ancien tracé : Étalans - Nods - Saint-Gorgon-Main |
| N 463  | Ancien tracé : Médière - Montbéliard - Sochaux - Delle - Folgensbourg |
| N 464  | Ancien tracé : Morre - Aïssey - Sancey-le-Grand - Maîche - Biaufond (frontière suisse) |
| N 465  | Ancien tracé 2 : Lorient - Quéven — Ancien tracé : Belfort - Giromagny - Ballon d'Alsace - Saint-Maurice-sur-Moselle                                                                                        |
| N 466  | Pont-d'Aspach - Burnhaupt - Morschwiller-le-Bas - Mulhouse -- Ancien tracé : Ballon d'Alsace - Masevaux - Burnhaupt - Altkirch                                                                              |
| N 466a | Ancien tracé : Pont-d'Aspach - Morschwiller-le-Bas - Mulhouse |
| N 467  | Ancien tracé : La Chapelle-sur-Furieuse - Salins-les-Bains - Vers-en-Montagne - Ardon |
| N 468  | Ancien tracé : Longvic - Saint-Jean-de-Losne - Chaussin - Toulouse-le-Château |
| N 469  | Ancien tracé : Chaussin - Mont-sous-Vaudrey - Arbois - Montrond |
| N 470  | Ancien tracé : Semur-en-Auxois - Pouilly-en-Auxois - Bligny-sur-Ouche - Beaune - Verdun-sur-le-Doubs - Saint-Germain-du-Bois - Bletterans - Courlans, Poids-de-Fiole - Orgelet - Lavans-lès-Saint-Claude () |
| N 471  | Ancien tracé : Cuisery - Louhans, Lons-le-Saunier - Champagnole - Chaffois |
| N 472  | Ancien tracé : Louhans - Cuiseaux |
| N 473  | Ancien tracé : Beure - Cléron - Levier - Cuvier |
| N 474  | Ancien tracé : Vesoul - Gy - Gray |
| N 475  | Ancien tracé : Gray - Pesmes - Dole - Sellières |

## Routes nationales 476 à 500
| Numéro | Parcours |
| ------ | --- |
| N 476  | Ancien tracé : Essertenne-et-Cecey - Pontailler-sur-Saône - Athée - Saint-Jean-de-Losne - Seurre |
| N 477  | Ancien tracé : Montchanin (Pont des Morands) - Buxy - Chalon-sur-Saône, Oslon - Thurey - Louhans |
| N 478  | Ancien tracé : Urçay - Lurcy-Lévis - Saint-Pierre-le-Moûtier - Decize - Fours - Luzy |
| N 479  | Ancien tracé : Saint-Germain - Moulins |
| N 480  | Ancien tracé : Diou - Dompierre-sur-Besbre - Lapalisse |
| N 481  | Ancien tracé : Cluny - Cormatin - Buxy - Givry - Chagny |
| N 482  | Ancien tracé : Roanne - Marcigny - Digoin |
| N 483  | Ancien tracé 2 : Lyon -- Ancien tracé : Montagny-lès-Buxy - Joncy - Saint-Bonnet-de-Joux - Vendenesse-lès-Charolles (La Fourche)                                                                                                  |
| N 484  | Ancien tracé : Montcenis - Le Creusot - Perreuil () |
| N 485  | Ancien tracé : Dornecy - Corbigny - Château-Gaillard, Aunay-en-Bazois - Moulins-Engilbert - Saint-Honoré-les-Bains - Luzy - Toulon-sur-Arroux - Perrecy-les-Forges - Génelard - Charolles - La Clayette - Chauffailles - Limonest |
| N 486  | Nogent-sur-Marne - 5 Ancien tracé : Besançon - Marchaux - Rougemont - Villersexel - Lure - Mélisey - Le Thillot - Cornimont - Gérardmer                                                                                           |
| N 487  | Ancien tracé : Pouilly-sous-Charlieu - Charlieu - La Chapelle-sous-Dun, La Clayette - Matour - Sainte-Cécile |
| N 488  | Saint-Étienne -- Ancien tracé : Chevagnes - Dompierre-sur-Besbre, Diou - Digoin |
| N 489  | La Tour-de-Salvagny - Dardilly -- Ancien tracé : Toulon-sur-Allier - Neuilly-le-Réal - Jaligny-sur-Besbre - Le Donjon - Marcigny - Semur-en-Brionnais - La Clayette                                                               |
| N 490  | Ancien tracé : Lapalisse - Montaiguët-en-Forez - Urbise - Chambilly |
| N 491  | Ancien tracé : Mijoux - Bellegarde-sur-Valserine - Seyssel - Aix-les-Bains - Chambéry |
| N 492  | Ancien tracé : Cuse-et-Adrisans (Cuse) - Baume-les-Dames - Aïssey - Ornans - Salins-les-Bains |
| N 493  | Ancien tracé : Varennes-sur-Allier - Creuzier-le-Neuf, Vichy - Randan - Maringues - Pont-du-Château |
| N 494  | Ancien tracé : Vandenesse-en-Auxois - Arnay-le-Duc - Autun, Laizy (Le Mousseau) - Toulon-sur-Arroux - Gueugnon - Digoin - Le Donjon - Andelaroche (Planfait)                                                                      |
| N 495  | Ancien tracé : Cusset - Saint-Just-en-Chevalet |
| N 496  | Ancien tracé : Saint-Sauves-d'Auvergne - Issoire - Ambert - Montbrison - Montrond-les-Bains - Lozanne |
| N 497  | Ancien tracé : Vertaizon - Billom - Cunlhat (L'Alleyras) |
| N 498  | L'Étrat - Saint-Chamond -- Ancien tracé : Félines (Chamborne) - Craponne-sur-Arzon - Saint-Bonnet-le-Château - Andrézieux-Bouthéon                                                                                                |
| N 499  | Lognes () - — Ancien tracé : Issoire - La Chaise-Dieu |
| N 499a | Ancien tracé : (vers Saint-Germain-l'Herm) - Arlanc |
| N 500  | Ancien tracé : Firminy - Montfaucon-en-Velay - Mazet-Saint-Voy - Le Monastier-sur-Gazeille - Pradelles, Langogne - Châteauneuf-de-Randon                                                                                          |

## Routes nationales 501 à 525
| Numéro | Parcours |
| ------ | --- |
| N 501  | Annecy - -- Ancien tracé : Planfoy - Saint-Genest-Malifaux - Riotord - Dunières - Montfaucon-en-Velay                                                                      |
| N 502  | Ancien tracé : - Vienne - Saint-Jean-de-Bournay - Champier |
| N 503  | Ancien tracé 2 : La Roche-sur-Foron - Findrol -- Ancien tracé : Riotord - Bourg-Argental - Saint-Pierre-de-Bœuf                                                            |
| N 504  | Ancien tracé 2 : Ambérieu-en-Bugey - Belley - Yenne - Le Bourget-du-Lac - Voglans -- Ancien tracé : Roanne - Thizy - Villefranche-sur-Saône - Ambérieu-en-Bugey - Ruffieux |
| N 504a | Ancien tracé : Pugieu - La Balme |
| N 505  | Ancien tracé : Genève - Annemasse - Findrol () |
| N 506  | Ancien tracé 2 : Chamonix - Vallorcine - Suisse -- Ancien tracé : Bonneville - Cluses, Le Fayet - Chamonix - Vallorcine - Suisse                                           |
| N 506a | Ancien tracé : Chamonix - Tunnel du Mont-Blanc |
| N 507  | Ancien tracé : Annemasse - Saint-Jeoire - Taninges - Samoëns - Le Frénalay                                                                                                 |
| N 508  | Ancien tracé : Bellegarde-sur-Valserine - Frangy - Annecy - Sévrier - Faverges - Ugine                                                                                     |
| N 508a | Ancien tracé : Clarafond-Arcine - Vulbens |
| N 508b | Ancien tracé : Sillingy - Pringy |
| N 509  | Ancien tracé : Annecy - Thônes - La Clusaz - Flumet, La Demi-Lune - Saint-Gervais-les-Bains                                                                                |
| N 509a | Ancien tracé : Veyrier-du-Lac - Doussard |
| N 510  | Saint-André-de-Cubzac -- Ancien tracé : Frangy - Rumilly - Albens |
| N 511  | Ancien tracé : Grésy-sur-Aix - Le Châtelard - Saint-Pierre-d'Albigny |
| N 512  | Ancien tracé : Grenoble - Saint-Pierre-de-Chartreuse - Chambéry - Sévrier                                                                                                  |
| N 512a | Ancien tracé : Montbonnot - La Tronche |
| N 513  | Ancien tracé : Aix-les-Bains - La Féclaz - Plainplais |
| N 514  | Ancien tracé : Chindrieux - Bourdeau - Le Bourget-du-Lac - Voglans |
| N 514a | Ancien tracé : Saint-Jean-de-Chevelu - Bourdeau |
| N 514b | Ancien tracé : Le Bourget-du-Lac - Viviers-du-Lac |
| N 515  | Ancien tracé 2 : Saint-Ouen-l'Aumône -- Ancien tracé : Moûtiers - Brides-les-Bains - Bozel - Pralognan-la-Vanoise                                                          |
| N 515a | Ancien tracé : Moûtiers - Saint-Jean-de-Belleville |
| N 516  | Ancien tracé 2 : La Tour-du-Pin - Saint-Genix-sur-Guiers - La Balme -- Ancien tracé : La Tour-du-Pin - Saint-Genix-sur-Guiers - Chambéry                                   |
| N 516a | Ancien tracé : Saint-Genix-sur-Guiers - Le Pont-de-Beauvoisin |
| N 517  | Ancien tracé : Lyon - Meyzieu - Pont-de-Chéruy - Crémieu - Morestel |
| N 518  | Ancien tracé : Lyon - Heyrieux - Saint-Jean-de-Bournay - Saint-Étienne-de-Saint-Geoirs - Saint-Marcellin - Pont-en-Royans - La Chapelle-en-Vercors - Die                   |
| N 519  | Ancien tracé : Davézieux - Serrières - Chanas - Beaurepaire - Beaucroissant                                                                                                |
| N 520  | Limoges -- Ancien tracé : Les Éparres - Voiron - Les Échelles |
| N 520a | Ancien tracé : Voreppe - Col de la Placette - Pont de Demay |
| N 520b | Ancien tracé : Saint-Laurent-du-Pont - Saint-Pierre-de-Chartreuse |
| N 520c | Ancien tracé : Entre-Deux-Guiers - Saint-Pierre-d'Entremont |
| N 521  | Ancien tracé : Ruffieux - Yenne - Les Échelles |
| N 521a | Ancien tracé : Yenne - Bourdeau |
| N 521b | Ancien tracé : La Balme - Saint-Genix-sur-Guiers |
| N 521c | Ancien tracé : Saint-Jean-de-Chevelu - Meyrieux-Trouet |
| N 521d | Ancien tracé : Nances - Saint-Alban-de-Montbel |
| N 521e | Ancien tracé : Saint-Alban-de-Montbel - Le Pont-de-Beauvoisin |
| N 522  | Ancien tracé : Saint-Jean-de-Bournay - Bourgoin-Jallieu - Lancin |
| N 523  | Ancien tracé : Grenoble - Domène - Goncelin - Pontcharra - Montmélian |
| N 523a | Ancien tracé : Pontcharra - Lagache |
| N 524  | Langon - Captieux - Gabarret - Cazaubon - Eauze - Espas -- Ancien tracé : Grenoble - Uriage-les-Bains - Vizille                                                            |
| N 525  | Ancien tracé : Goncelin - Allevard - La Rochette - Albertville - Beaufort - Roselend                                                                                       |
| N 525a | Ancien tracé : Allevard - Le Pleynet-les-Sept-Laux |
| N 525b | Ancien tracé : Pontcharra - Détrier |

## Routes nationales 526 à 550
| Numéro | Parcours |
| ------ | --- |
| N 526  | Ancien tracé : Saint-Jean-de-Maurienne - Col de la Croix-de-Fer - Col du Glandon - Rochetaillée, La Paute - Valbonnais - Mens - Clelles |
| N 527  | Ancien tracé : La Chambre - Col du Glandon |
| N 528  | Ancien tracé : Brignoud - Laval-en-Belledonne - Pré-de-l'Arc |
| N 529  | Ancien tracé : Champ-sur-Drac - Monteynard - La Mure |
| N 530  | Ancien tracé : Les Clapiers - Saint-Christophe-en-Oisans - La Bérarde |
| N 531  | Ancien tracé : Bourg-de-Péage - Pont-en-Royans - Villard-de-Lans - Sassenage - Grenoble |
| N 532  | Valence - Bourg-de-Péage -- Ancien tracé 2 : Saint-Péray - Valence - Bourg-de-Péage - Sassenage - Grenoble -- Ancien tracé : Saint-Bonnet-le-Froid - Tournon-sur-Rhône - Romans-sur-Isère, Saint-Just-de-Claix - Sassenage |
| N 533  | Ancien tracé 2 : Guilherand-Granges -- Ancien tracé : Saint-Agrève - Lamastre - Saint-Péray - Valence |
| N 533a | Ancien tracé : Guilherand-Granges |
| N 534  | Ancien tracé : Guilherand-Granges - Valence -- Ancien tracé : Lamastre - Tournon-sur-Rhône |
| N 535  | Ancien tracé : Le Puy - Le Monastier-sur-Gazeille - Saint-Priest |
| N 536  | Ancien tracé : Les Jalades - Montpezat-sous-Bauzon - Pont-de-Labeaume |
| N 537  | Ancien tracé : Corps - Montmaur |
| N 537a | Ancien tracé : Montmaur |
| N 538  | Ancien tracé 3 : Sénas - Salon-de-Provence -- Ancien tracé 2 : Vienne - Romans-sur-Isère - Chabeuil - Crest - Nyons - Vaison-la-Romaine - Carpentras - Cavaillon - Plan-d'Orgon, Sénas - Salon-de-Provence -- Ancien tracé : Vienne - Romans-sur-Isère - Chabeuil - Crest - Nyons - Vaison-la-Romaine - Carpentras - Cavaillon - Plan-d'Orgon, Sénas - Salon-de-Provence - Marseille |
| N 538a | Ancien tracé : Les Batailles - Montmeyran - Beaumont-lès-Valence - Valence |
| N 539  | Ancien tracé : Aix-en-Diois - Châtillon-en-Diois - Lus-la-Croix-Haute |
| N 540  | Ancien tracé : Alba-la-Romaine - Le Teil - Montélimar - Dieulefit |
| N 541  | Ancien tracé : Donzère - Grignan - Valréas - Saint-Pantaléon-les-Vignes - Venterol |
| N 542  | Ancien tracé :Le Pontet - Carpentras - Sault - Séderon - Laragne-Montéglin - Monêtier-Allemont, Tallard - Les Tancs - Montgardin |
| N 542a | Ancien tracé : Gap - Les Tancs - Le Partiment |
| N 543  | Ancien tracé : Sault - Apt - Cadenet - Septèmes-les-Vallons |
| N 544  | Ancien tracé 2 : Fos-sur-Mer - La Fossette -- Ancien tracé : Gap - La Plaine - Pont de Corbière - Orcières |
| N 544a | Ancien tracé : Pont de Corbière - Les Borels |
| N 545  | Ancien tracé 2 : Fos-sur-Mer - Raffinerie Esso -- Ancien tracé : Les Barraques - Saint-Bonnet-en-Champsaur - La Haute Plaine |
| N 546  | Ancien tracé 2 : Fos-sur-Mer - D.P.F. -- Ancien tracé : Sisteron - Séderon - Buis-les-Baronnies |
| N 547  | Marseille -- Ancien tracé : Château-Ville-Vieille - Aiguilles - L'Echalp |
| N 548  | Ancien tracé : Châteauneuf-de-Chabre - Ribiers - Sisteron |
| N 549  | Curgies - Saultain -- Ancien tracé : Rosans - Eyguians |
| N 550  | Ancien tracé : Courthézon - Carpentras, Sault - Banon - Forcalquier |

## Routes nationales 551 à 575
| Numéro | Parcours |
| ------ | --- |
| N 551  | Ancien tracé : Le Rocher d'Ongles - Saint-Étienne-les-Orgues - Peipin, Sisteron - La Motte-du-Caire - Théus |
| N 551a | Ancien tracé : Gigors - Turriers |
| N 552  | Saint-Jean-de-la-Ruelle -- Ancien tracé : - Cadarache - Gréoux-les-Bains - Riez - Moustiers-Sainte-Marie - Castellane |
| N 553  | Ancien tracé : Bras-d'Asse - Riez |
| N 554  | Ancien tracé : Plan de Manosque - Brignoles - Solliès-Pont, La Farlède - Hyères |
| N 555  | Ancien tracé : Thorame-Haute - Saint-André-les-Alpes, Saint-Julien-du-Verdon - Castellane, Pont de Soleils - Draguignan - Les Arcs |
| N 556  | Ancien tracé : Montfuron - Pertuis - Venelles |
| N 557  | Ancien tracé : Moustiers-Sainte-Marie - Aups - Draguignan, Trans-en-Provence - Le Muy |
| N 558  | Ancien tracé : Le Cannet-des-Maures - La Garde-Freinet - Grimaud - Cogolin |
| N 559  | Ancien tracé : Marseille - Cassis - La Ciotat - Bandol - Toulon - Hyères, Bormes-les-Mimosas - Le Lavandou - Cogolin-Plage, La Napoule Plage - Cannes, Golfe-Juan - Juan-les-Pins - Cap d'Antibes - Antibes, Nice - Roquebrune-Cap-Martin |
| N 559a | Ancien tracé : Aubagne - Cassis |
| N 559b | Ancien tracé : Le Beausset - Bandol |
| N 560  | Ancien tracé 2 : Auriol - Saint-Maximin-la-Sainte-Baume -- Ancien tracé : Aubagne - Auriol - Saint-Maximin-la-Sainte-Baume - Villecroze                                                                                                   |
| N 561  | Ancien tracé : Mallemort - Meyrargues, Peyrolles-en-Provence - Rians - Varages |
| N 562  | Ancien tracé 2 : Langon -- Ancien tracé : Le Val - Lorgues - Draguignan - Grasse |
| N 563  | Ancien tracé 2 : Mérignac -- Ancien tracé : Séranon - Fayence |
| N 564  | Ancien tracé 2 : Toulouse -- Ancien tracé : Nice - Beausoleil - Roquebrune-Cap-Martin |
| N 565  | Ancien tracé : Plan-du-Var - Saint-Martin-Vésubie - Rimplas |
| N 566  | Ancien tracé : L'Escarène - Peïra-Cava - Sospel - Menton |
| N 567  | Ancien tracé : Grasse - Mougins - Cannes |
| N 568  | Raphèle lès Arles - Martigues - Marseille -- Ancien tracé : Nîmes - Arles - Raphèle lès Arles - Martigues - Marseille |
| N 568a | Ancien tracé 2 : Port-Saint-Louis-du-Rhône - Fos-sur-Mer—Ancien tracé : Port-Saint-Louis-du-Rhône - Fos-sur-Mer, Laure - Le Rove |
| N 568b | Ancien tracé 2 : Laure - Le Rove—Ancien tracé : Laure - Le Rove - Marseille |
| N 569  | Orgon - Miramas - Istres - Fos-sur-Mer |
| N 570  | Avignon - Arles -- Ancien tracé : Avignon - Tarascon - Arles - Les Saintes-Maries-de-la-Mer |
| N 571  | Ancien tracé : Rognonas - Châteaurenard - Saint-Rémy-de-Provence |
| N 572  | Pont de Lunel - Aimargues - Vauvert - Saint-Gilles - Arles -- Ancien tracé : Pont de Lunel - Aimargues - Vauvert - Saint-Gilles - Arles, Raphèle lès Arles - Salon-de-Provence - Saint-Cannat                                             |
| N 573  | Ancien tracé 2 : Raphèle lès Arles—Ancien tracé : Avignon - Cavaillon - Cadenet - Pertuis - Mirabeau |
| N 574  | Ancien tracé : Malaucène - Mont Ventoux - Bédoin - Carpentras |
| N 575  | Ancien tracé : Orange - Vaison-la-Romaine |

## Routes nationales 576 à 600
| Numéro | Parcours |
| ------ | --- |
| N 576  | Ancien tracé : Valréas - Orange |
| N 577  | Ancien tracé : Jonquières - Vaison-la-Romaine |
| N 578  | Ancien tracé 2 : Fos-sur-Mer—Ancien tracé : Annonay - Lamastre - Le Cheylard - Antraigues-sur-Volane - Vals-les-Bains - Labégude                       |
| N 578a | Ancien tracé : Roiffieux - Satillieu - Lalouvesc |
| N 578b | Ancien tracé : Vals-les-Bains - Pont-d'Ucel |
| N 579  | Ancien tracé 2 : Istres - Fos-sur-Mer—Ancien tracé : Aubenas - Vallon-Pont-d'Arc - Uzès - Nîmes, Vergèze - Aimargues - Aigues-Mortes - Le Grau-du-Roi  |
| N 579a | Ancien tracé : Gallargues-le-Montueux - Aimargues |
| N 580  | Bagnols-sur-Cèze - Villeneuve-lès-Avignon () -- Ancien tracé : Montclus - Bagnols-sur-Cèze - Villeneuve-lès-Avignon                                    |
| N 581  | Ancien tracé : Alès - Uzès - Pont du Gard - Remoulins                                                                                                  |
| N 582  | Ancien tracé : Saint-Hippolyte-du-Fort - Moussac - Uzès - Pouzilhac                                                                                    |
| N 583  | Ancien tracé : Saint-Laurent-de-Trèves - Barre-des-Cévennes - Saint-Jean-du-Gard                                                                       |
| N 584  | Ancien tracé : Col de Jalcreste - Saint-Germain-de-Calberte - Saint-Étienne-Vallée-Française                                                           |
| N 585  | Ancien tracé : Vieille-Brioude - Lavoûte-Chilhac - Langeac - Saugues - Grandrieu - Châteauneuf-de-Randon                                               |
| N 586  | Ancien tracé : Balsièges - Sainte-Énimie - Meyrueis - Valleraugue - Pont-d'Hérault, Ganges - Saint-Martin-de-Londres - Montpellier - Palavas-les-Flots |
| N 587  | Ancien tracé : Esplantas - Saint-Alban-sur-Limagnole - Aumont-Aubrac - Nasbinals - Aubrac - Espalion                                                   |
| N 588  | Ancien tracé : Cistrières - Brioude - Grenier-Montgon, Massiac - Murat                                                                                 |
| N 589  | Ancien tracé : Le Puy - Saugues - Saint-Chély-d'Apcher - Chaudes-Aigues                                                                                |
| N 590  | Ancien tracé : Le Puy - Langeac - Pinols - Bellegarde, Les Ternes - Pierrefort - Arpajon-sur-Cère                                                      |
| N 591  | Ancien tracé : Millau - Nant |
| N 592  | Ancien tracé : Millau - Saint-Georges-de-Luzençon - Saint-Rome-de-Cernon                                                                               |
| N 593  | Ancien tracé : Pont-de-Salars - Saint-Affrique |
| N 594  | Ancien tracé : Figeac - Capdenac-Gare - Montbazens - Rignac - Rodez                                                                                    |
| N 595  | Ancien tracé : Rodez - Laissac - Sévérac-le-Château - Le Massegros - Les Vignes                                                                        |
| N 596  | Ancien tracé : La Muse - Le Rozier - Meyrueis - Col de Perjuret - Les Vanels                                                                           |
| N 597  | Ancien tracé : Rignac - Sauveterre-de-Rouergue - Naucelle - Naucelle-gare                                                                              |
| N 598  | Ancien tracé : Banassac - La Canourgue - Sainte-Enimie, Florac - Le Pont-de-Montvert - Col de la Croix de Berthel - Génolhac                           |
| N 599  | Ancien tracé : Saint-Amans - Marvejols |
| N 600  | Ancien tracé : Raulhac - Mur-de-Barrez - Laguiole - Curières - Le Pouget, Nasbinals - Marvejols - Barjac                                               |

## Routes nationales 601 à 625
| Numéro | Parcours |
| ------ | --- |
| N 601  | Ancien tracé : Rodez - Marcillac-Vallon - Conques - Lafeuillade-en-Vézie |
| N 602  | Ancien tracé : La Primaube - Cassagnes-Bégonhès - Réquista - Camarès - Lodève |
| N 603  | Ancien tracé : Lescure-d'Albigeois - Valence-d'Albigeois - Réquista |
| N 604  | Ancien tracé : Mur-de-Barrez - Entraygues-sur-Truyère - Sébazac-Concourès |
| N 605  | Ancien tracé : Rieupeyroux - La Salvetat-Peyralès - Carmaux |
| N 605a | Ancien tracé : La Salvetat-Peyralès - Baraque-Lortal |
| N 606  | Ancien tracé : Cordes-sur-Ciel - Albi |
| N 607  | Ancien tracé : Miolles - Lacaune - La Salvetat-sur-Agout - Saint-Pons-de-Thomières - Narbonne |
| N 608  | Ancien tracé : Saint-Pons-de-Thomières - Olargues - Bédarieux - Clermont-l'Hérault, Ceyras - Saint-André-de-Sangonis |
| N 609  | Ancien tracé : Bédarieux - Béziers |
| N 609a | Ancien tracé : Hérépian - Faugères |
| N 610  | Ancien tracé : Trèbes - Olonzac - Aigues-Vives |
| N 611  | Ancien tracé : Homps - Lézignan-Corbières - Durban-Corbières - Tuchan - Estagel |
| N 611a | Ancien tracé : Villesèque-des-Corbières () - Portel-des-Corbières () |
| N 612  | Ancien tracé : Estagel - Millas - Thuir - Elne |
| N 612a | Ancien tracé : Thuir - Perpignan |
| N 613  | Ancien tracé : Ax-les-Thermes - Belcaire - Coudons, Couiza - Mouthoumet - Montredon-des-Corbières |
| N 614  | Ancien tracé : Millas - Rivesaltes - Pia |
| N 615  | Ancien tracé : Ille-sur-Têt - Thuir, Llupia - Céret |
| N 616  | Ancien tracé : Villeneuve-la-Rivière - Perpignan |
| N 617  | Ancien tracé : Perpignan - Canet-en-Roussillon |
| N 618  | Ancien tracé : Saint-Jean-de-Luz - Cambo-les-Bains - Saint-Jean-Pied-de-Port, Larceveau - Mauléon-Licharre - Arette - Arudy, Laruns - Col d'Aubisque - Arrens - Argelès-Gazost, Luz-Saint-Sauveur - Barèges - Col du Tourmalet - Col d'Aspin - Arreau - Col de Peyresourde - Bagnères-de-Luchon - Saint-Mamet - Col du Portillon - Espagne, Pont de Chaum - Chaum - Juzet-d'Izaut - Saint-Lary - Saint-Girons - Massat - Col de Port - Tarascon-sur-Ariège, Ur - Font-Romeu - Mont-Louis, Bouleternère - Amélie-les-Bains, Céret - Maureillas-las-Illas - Saint-Martin-de-Fenollar, Le Boulou - Argelès-sur-Mer - Argelès-Plage |
| N 618a | Ancien tracé : Lanne - Aramits - Oloron-Sainte-Marie |
| N 618b | Ancien tracé : Herrère - Arudy |
| N 618c | Ancien tracé : Pont de Chaum - Fos - Espagne N-230 |
| N 619  | Ancien tracé : Saint-Paul-de-Fenouillet - Sournia - Prades |
| N 619a | Ancien tracé : (Catllar) - Molitg-les-Bains |
| N 620  | Ancien tracé : Lavelanet - Limoux, Villemoustaussou - Courniou |
| N 621  | Ancien tracé : Toulouse - Puylaurens - Soual - Labruguière - Mazamet |
| N 622  | Ancien tracé : Capens - Auterive - Villefranche-de-Lauragais - Castres - Lacaune - Hérépian |
| N 623  | Ancien tracé : Castelnaudary - Limoux |
| N 624  | Ancien tracé : Lemmarse - Castelnaudary - Mazères - Le Vernet |
| N 625  | Ancien tracé : Gardouch - Salles-sur-l'Hers - Mirepoix - Laroque-d'Olmes |

## Routes nationales 626 à 650
| Numéro | Parcours |
| ------ | --- |
| N 626  | Ancien tracé : Mimizan-Plage - Labouheyre - Roquefort - Eauze - Vic-Fezensac, Auch - Lombez - Carbonne - Lézat-sur-Lèze - Escosse, Mirepoix - Ajac |
| N 627  | Ancien tracé : Saint-Girons - Montesquieu-Volvestre - Carbonne                                                                                     |
| N 628  | Ancien tracé : Montesquieu-Volvestre - Sabarat |
| N 629  | Ancien tracé : Revel - Saissac - Pezens |
| N 630  | Ancien tracé : Montauban - Saint-Sulpice-la-Pointe - Lavaur                                                                                        |
| N 631  | Ancien tracé : Saint-Sulpice-la-Pointe - Graulhet - Réalmont                                                                                       |
| N 632  | Ancien tracé : Tarbes - Trie-sur-Baïse - Boulogne-sur-Gesse - Lombez - Toulouse                                                                    |
| N 633  | Ancien tracé : Boulogne-sur-Gesse - Blajan - Montréjeau                                                                                            |
| N 634  | Ancien tracé : L'Isle-Jourdain - Nizas |
| N 635  | Ancien tracé : Boulogne-sur-Gesse - Aurignac - Roquefort-sur-Garonne                                                                               |
| N 636  | Ancien tracé : Bayonne - Bidache - Sauveterre-de-Béarn - Oloron-Sainte-Marie, Belair - Nay - Ossun - Juillan                                       |
| N 637  | Ancien tracé : Pau - Lourdes - Montgaillard |
| N 638  | Ancien tracé : Bagnères-de-Bigorre - La Barthe-de-Neste - Montréjeau                                                                               |
| N 639  | Ancien tracé: Valence-sur-Baïse - Mirande - Trie-sur-Baïse - Galan - La Barthe-de-Neste                                                            |
| N 640  | Ancien tracé : Soumoulou - Pontacq - Lourdes |
| N 641  | Ancien tracé : Seyches - Fauillet |
| N 642  | Ancien tracé : Aiguillon - Lavardac |
| N 643  | Ancien tracé : Pau - Maubourguet - L'Isle-de-Noé - Auch                                                                                            |
| N 644  | Ancien tracé : Saint-Sever - Arzacq-Arraziguet - Thèze - Auriac                                                                                    |
| N 645  | Ancien tracé : Sault-de-Navailles - Lescar - Pau                                                                                                   |
| N 646  | Ancien tracé : Bassoues - Plaisance - Préchac-sur-Adour, Riscle - Projan, Garlin - Arzacq-Arraziguet - Castétis                                    |
| N 647  | Ancien tracé : Castets - Dax - Orthez - Navarrenx                                                                                                  |
| N 648  | Ancien tracé : Saint-Martin-d'Arrossa - Saint-Étienne-de-Baïgorry - Urepel                                                                         |
| N 648a | Ancien tracé : Saint-Étienne-de-Baïgorry - Espagne                                                                                                 |
| N 649  | Ancien tracé : Sabres - Mont-de-Marsan - Grenade-sur-l'Adour                                                                                       |
| N 650  | Ancien tracé : Bordeaux - Arcachon |

## Routes nationales 651 à 675
| Numéro | Parcours |
| ------ | --- |
| N 651  | Ancien tracé : Bordeaux - Sore - Labrit - Mont-de-Marsan |
| N 652  | Ancien tracé : Gujan-Mestras - Sanguinet - Biscarrosse - Parentis-en-Born - Saint-Paul-en-Born, Mimizan - Lit-et-Mixe - Léon - Vieux-Boucau-les-Bains - Soustons - Hossegor - Capbreton - Labenne |
| N 653  | Ancien tracé : Laroquebrou - Sousceyrac - Latronquière - Lacapelle-Marival, Assier - Livernon - Cahors, Villesèque - Montcuq - Lauzerte - Valence - Miradoux - Saint-Clar - Fleurance             |
| N 654  | Ancien tracé : Fleurance - Mauvezin - Cologne - L'Isle-Jourdain |
| N 655  | Ancien tracé : Bazas - Grignols - Casteljaloux - Lavardac |
| N 656  | Ancien tracé : Villesèque - Tournon-d'Agenais - Agen - Nérac - Mézin - Gabarret - Cazaubon |
| N 657  | Ancien tracé : Saint-Pierre-de-Nazac - Moissac |
| N 658  | Ancien tracé : Castelsarrasin - Montauban - Nègrepelisse - Saint-Antonin-Noble-Val - Laguépie |
| N 659  | Ancien tracé : Labastide-Marnhac - Castelnau-Montratier - Molières - Montauban |
| N 660  | Ancien tracé : Bergerac - Beaumont-du-Périgord - Monpazier - Villefranche-du-Périgord - Rostassac                                                                                                 |
| N 661  | Ancien tracé : Villeneuve-sur-Lot - Tournon-d'Agenais |
| N 662  | Ancien tracé : Vers - Cajarc - Figeac, Capdenac - Decazeville - Marcillac-Vallon |
| N 663  | Ancien tracé : Maurs - Decazeville |
| N 664  | Ancien tracé : Caussade - Castelnau-de-Montmiral - Gaillac - Graulhet |
| N 665  | Ancien tracé : Lubbon - Pompiey |
| N 666  | Ancien tracé : Granges-sur-Lot - Aiguillon |
| N 667  | Ancien tracé : Miramont-de-Guyenne - Tombebœuf - Sainte-Livrade-sur-Lot |
| N 668  | Ancien tracé : La Réole - Monségur - Duras - Miramont-de-Guyenne |
| N 669  | Ancien tracé : Blaye - Saint-André-de-Cubzac |
| N 670  | Ancien tracé : Saint-André-de-Cubzac - Libourne - La Réole |
| N 671  | Ancien tracé : Sallebœuf - Créon - Sauveterre-de-Guyenne |
| N 672  | Ancien tracé : Sainte-Foy-la-Grande - Pellegrue - Sauveterre-de-Guyenne - Saint-Macaire |
| N 673  | Ancien tracé : Fumel - Cazals - Salviac - Gourdon - Payrac - Rocamadour - Alvignac - Saint-Céré - Sousceyrac                                                                                      |
| N 674  | Ancien tracé : Angoulême - Montmoreau - Chalais - La Roche-Chalais - Coutras - Saint-Denis-de-Pile                                                                                                |
| N 675  | Ancien tracé : Contres - Saint-Aignan - Châtillon-sur-Indre - Le Blanc - La Trimouille - Le Dorat - Bellac - Saint-Junien - Rochechouart - Saint-Mathieu - Nontron - Brantôme                     |

## Routes nationales 676 à 700
| Numéro | Parcours |
| ------ | --- |
| N 676  | Ancien tracé : Beaumont-du-Périgord - Villeréal - Villeneuve-sur-Lot                                                          |
| N 677  | Ancien tracé : Lamothe-Cassel - Labastide-Murat - Gramat - Le Boutel                                                          |
| N 678  | Ancien tracé : Laguenne - Mauriac - Riom-ès-Montagnes - Condat - Besse-et-Saint-Anastaise - Grandeyrolles                     |
| N 679  | Ancien tracé : Limoges - Eymoutiers, Lacelle - Bugeat - Meymac - Bort-les-Orgues - Condat - Saint-Flour                       |
| N 680  | Ancien tracé : Brive-la-Gaillarde - Saint-Chamant, Argentat-sur-Dordogne - Salers - Pas de Peyrol - Murat                     |
| N 680a | Ancien tracé : Mauriac - Ally                                                                                                 |
| N 681  | Ancien tracé : Cressensac - Martel - Gramat - Le Bourg                                                                        |
| N 682  | Ancien tracé : Aubusson - Ussel - La Besse                                                                                    |
| N 683  | Ancien tracé : Randanne - Le Mont-Dore - Station du Mont-Dore                                                                 |
| N 684  | Ancien tracé : Bellerive-sur-Allier - Effiat - Aigueperse                                                                     |
| N 685  | Ancien tracé : Aigueperse - Beauregard-Vendon, Saint-Bonnet-près-Riom - Châtelguyon - Riom                                    |
| N 686  | Ancien tracé : Riom - Volvic - Le Cratère, Pontgibaud - Massagettes                                                           |
| N 687  | Ancien tracé : Saint-Pourçain-sur-Sioule - Chantelle - Saint-Gervais-d'Auvergne - Pontaumur - Herment - Bourg-Lastic - Tauves |
| N 688  | Ancien tracé : Aubusson - Montaigut                                                                                           |
| N 689  | Ancien tracé : Montluçon - Pionsat                                                                                            |
| N 690  | Ancien tracé : Châteauroux - Aigurande - Moutier-Malcard - Genouillac - Jarnages - Aubusson                                   |
| N 691  | Ancien tracé : Égletons - Neuvic                                                                                              |
| N 692  | Ancien tracé : Eymoutiers - Gentioux - Felletin                                                                               |
| N 693  | Ancien tracé : Aubusson - Montluçon                                                                                           |
| N 694  | Ancien tracé : Désertines - Ygrande, Saint-Menoux - Moulins                                                                   |
| N 695  | Ancien tracé : Bourbon-l'Archambault - Le Veurdre                                                                             |
| N 696  | Ancien tracé : Budelière - Évaux-les-Bains - Crocq - La Courtine                                                              |
| N 697  | Ancien tracé : Fosse-Nouvelle - Culan - Boussac - Gouzon - Chénérailles                                                       |
| N 698  | Ancien tracé : Néris-les-Bains - Commentry - Ébreuil - Gannat                                                                 |
| N 698a | Ancien tracé : Commentry - Doyet                                                                                              |
| N 699  | Ancien tracé : Chez Quinque- Saint-Mathieu - Angoulême - Jonzac - Pérou                                                       |
| N 700  | Ancien tracé : Pons - Archiac                                                                                                 |

## Routes nationales 701 à 725
| Numéro | Parcours |
| ------ | --- |
| N 701  | Ancien tracé : Rochechouart - Châlus - Saint-Yrieix-la-Perche - Lubersac - Juillac - Brive-la-Gaillarde                                |
| N 702  | Ancien tracé : Lubersac - Saint-Ybard                                                                                                  |
| N 703  | Ancien tracé : Port-de-Couze - Souillac - Bretenoux                                                                                    |
| N 704  | Ancien tracé : Limoges - Saint-Yrieix-la-Perche - La Bachellerie, Le Lardin-Saint-Lazare - Sarlat-la-Canéda - Gourdon - Pont-de-Rhodes |
| N 704a | Ancien tracé : Sarlat-la-Canéda - Calviac-en-Périgord                                                                                  |
| N 705  | Ancien tracé : Sarliac-sur-l'Isle - Savignac-les-Églises - Excideuil -                                                                 |
| N 706  | Ancien tracé : Montignac - Eyzies-de-Tayac                                                                                             |
| N 707  | Ancien tracé : Nontron - Thiviers - Lanouaille                                                                                         |
| N 708  | Ancien tracé : Saint-Martial-de-Valette - Ribérac - Sainte-Foy-la-Grande - Marmande                                                    |
| N 709  | Ancien tracé : Montmoreau - Ribérac - Mussidan - Bergerac                                                                              |
| N 710  | Ancien tracé : Ribérac - Chancelade, Niversac - Le Bugue, Siorac-en-Périgord - Belvès - Fumel                                          |
| N 711  | Ancien tracé : Le Pont à la Planche - Nantiat - Châteauponsac - La-Croix-du-Breuil                                                     |
| N 712  | Ancien tracé : Verneuil-Moustiers - Lussac-les-Églises - La Souterraine, Noth - Le Grand-Bourg - Bourganeuf                            |
| N 713  | Ancien tracé : Argenton-sur-Creuse - Éguzon - Dun-le-Palestel - Saint-Vaury                                                            |
| N 714  | Ancien tracé : Grossereix - Ambazac - Laurière - Bénévent-l'Abbaye - Guéret                                                            |
| N 715  | Ancien tracé : Gouzon - Marcillat-en-Combraille, Menat - Ébreuil                                                                       |
| N 716  | Ancien tracé : Boussac-Bourg - Montluçon                                                                                               |
| N 717  | Ancien tracé : Le Chaumois - Sainte-Sévère-sur-Indre - Boussac, La Roussille - Chambon-sur-Voueize                                     |
| N 718  | Ancien tracé : Vierzon - Issoudun - Nohant-Vic                                                                                         |
| N 719  | Ancien tracé : Saint-Just - Sancoins                                                                                                   |
| N 720  | Ancien tracé : Sancerre - Sancoins |
| N 721  | Ancien tracé : Étampes - Pithiviers - Jargeau - La Ferté-Saint-Aubin                                                                   |
| N 722  | Ancien tracé : La Ferté-Saint-Aubin - Romorantin-Lanthenay - Vatan                                                                     |
| N 723  | Ancien tracé : La Patte-d'Oie - Lamotte-Beuvron - Aubigny-sur-Nère - Sancerre                                                          |
| N 724  | Ancien tracé : La Gendretière - Romorantin-Lanthenay - Salbris - Aubigny-sur-Nère                                                      |
| N 725  | Ancien tracé : Bressuire - Châtellerault - La Roche-Posay - Yzeures-sur-Creuse - Châteauroux - Saint-Amand-Montrond                    |

## Routes nationales 726 à 750
| Numéro | Parcours                                                                                               |
| ------ | --- |
| N 726  | Ancien tracé : Bonny-sur-Loire - La Chapelle-d'Angillon - Vierzon, Vatan - Buzançais - Subtray         |
| N 727  | Ancien tracé : Savigné - Montmorillon - Argenton-sur-Creuse - La Châtre                                |
| N 728  | Ancien tracé : Marennes - Saintes                                                                      |
| N 729  | Ancien tracé : Montmorillon - Saint-Germain-de-Confolens                                               |
| N 730  | Ancien tracé : Saint-Georges-de-Didonne - Mirambeau - Montpon-Ménestérol                               |
| N 731  | Ancien tracé : Saint-Hilaire-de-Villefranche - Cognac - Barbezieux - Chalais                           |
| N 732  | Ancien tracé : Cognac - Pons - Gémozac - Cozes                                                         |
| N 733  | Ancien tracé : Rochefort - Royan                                                                       |
| N 734  | Ancien tracé : Île d'Oléron                                                                            |
| N 735  | Ancien tracé : Île de Ré                                                                               |
| N 736  | Ancien tracé : Ruffec - Jarnac - Saint-Fort-sur-le-Né                                                  |
| N 737  | Ancien tracé : Saint-Maixent-l'École - Melle, Chail - Chef-Boutonne - Aigre - Angoulême                |
| N 738  | Ancien tracé : Amberre - Thénezay - Chantecorps                                                        |
| N 739  | Ancien tracé : Tonnay-Charente - Saint-Jean-d'Angély, Matha - Mansle - Nieuil)                         |
| N 740  | Ancien tracé : Niort - Chef-Boutonne - Ruffec - Confolens                                              |
| N 741  | Ancien tracé : Poitiers - Pressac                                                                      |
| N 742  | Ancien tracé : Lusignan - Gençay                                                                       |
| N 743  | Ancien tracé : Parthenay - Niort                                                                       |
| N 744  | Ancien tracé : Mauléon - Le Bourgneuf, L'Absie - Niort                                                 |
| N 745  | Ancien tracé : Fontenay-le-Comte - Mazières-en-Gâtine                                                  |
| N 746  | Ancien tracé : La Roche-sur-Yon - Luçon - L'Aiguillon-sur-Mer                                          |
| N 747  | Ancien tracé : La Roche-sur-Yon - La Tranche-sur-Mer                                                   |
| N 748  | Ancien tracé : Mûrs-Erigné - Vihiers - Argenton-Château - Bressuire - Échiré                           |
| N 749  | Ancien tracé : Château-la-Vallière - Chinon - Châtellerault - Lussac-les-Châteaux                      |
| N 750  | Ancien tracé : La Celle-Saint-Avant - Descartes - Yzeures-sur-Creuse - Tournon-Saint-Martin - Le Blanc |

## Routes nationales 751 à 775
| Numéro | Parcours                                                                                                |
| ------ | --- |
| N 751  | Ancien tracé : Pointe Saint-Gildas - Pornic - Nantes - Saumur - Tours - Blois - Orléans - Les Fouchards |
| N 751a | Ancien tracé : Orléans                                                                                  |
| N 751b | Ancien tracé : Gennes - Les Rosiers-sur-Loire                                                           |
| N 751c | Ancien tracé : Champtoceaux - Oudon                                                                     |
| N 752  | Ancien tracé : Varades - Cholet - Cheffois                                                              |
| N 753  | Ancien tracé : Cholet - Challans - Saint-Jean-de-Monts                                                  |
| N 754  | Ancien tracé : Falleron - Saint-Gilles-Croix-de-Vie                                                     |
| N 755  | Ancien tracé : Clisson - Les Herbiers - Saint-Michel-Mont-Mercure                                       |
| N 756  | Ancien tracé : Tournebride - Vallet - Beaupréau - Chemillé - Le Bourneau                                |
| N 757  | Ancien tracé : Azay-le-Rideau - L'Île-Bouchard - Richelieu - Lencloître - Migné-Auxances                |
| N 758  | Ancien tracé : Port-Saint-Père - Beauvoir-sur-Mer                                                       |
| N 759  | Ancien tracé : Mauléon - Argenton-Château - Thouars - Loudun - Le Moulin-de-la-Voie                     |
| N 760  | Ancien tracé : Anché - Loches - Issoudun                                                                |
| N 761  | Ancien tracé : Brissac-Quincé - Loudun                                                                  |
| N 762  | Ancien tracé : Chalonnes-sur-Loire - Beaupréau, La Croix-Couteau - Gétigné                              |
| N 763  | Ancien tracé : Ancenis - Clisson, Cugand - Montaigu - Belleville-sur-Vie                                |
| N 764  | Ancien tracé : Tivoli - Montrichard - Loches                                                            |
| N 765  | Ancien tracé : La Patte-d'Oie - Romorantin-Lanthenay                                                    |
| N 766  | Ancien tracé : Seiches-sur-le-Loir - Baugé - Château-la-Vallière - Château-Renault - Blois              |
| N 767  | Ancien tracé : Arnage - Le Lude - Noyant - La Ronde                                                     |
| N 768  | Ancien tracé : Le Mans - Sablé-sur-Sarthe - Avrillé                                                     |
| N 769  | Ancien tracé : Château-Gontier - Grez-en-Bouère - Bouessay                                              |
| N 770  | Ancien tracé : Châteauneuf-sur-Sarthe - Le Lion-d'Angers - Candé                                        |
| N 771  | Ancien tracé : Châteaubriant - La Baule-Escoublac - Le Croisic                                          |
| N 772  | Ancien tracé : Ploërmel - Châteaubriant                                                                 |
| N 773  | Ancien tracé : Gaël - Guer - La Gacilly - Redon, Fégréac - Pontchâteau - Donges                         |
| N 774  | Ancien tracé : Malestroit - Rochefort-en-Terre - La Roche-Bernard - Herbignac - Guérande - Batz-sur-Mer |
| N 775  | Ancien tracé : Kerboulard - Redon - La Croix-Laurent, Châteaubriant - Segré                             |

## Routes nationales 776 à 800
| Numéro | Parcours |
| ------ | --- |
| N 776  | Ancien tracé : Kerchou - Malestroit - Guer, Malaunay - Pont-Réan, Rennes - Pontorson - Le Mont-Saint-Michel                                                                  |
| N 777  | Ancien tracé : Questembert - La Gacilly - Guipry, Bain-de-Bretagne - Vitré - Ernée                                                                                           |
| N 778  | Ancien tracé : Saint-Brieuc - Loudéac - Josselin - Meucon |
| N 779  | Ancien tracé : Camors - Grand-Champ - Vannes |
| N 780  | Ancien tracé : Theix - Sarzeau - Port-Navalo |
| N 781  | Ancien tracé : Hennebont - Port-Louis - Carnac - La Trinité-sur-Mer - Locmariaquer                                                                                           |
| N 782  | Ancien tracé : Rosporden - Scaër - Le Faouët - Kernascléden - Guémené-sur-Scorff - Kerbédic                                                                                  |
| N 783  | Ancien tracé : Quimper - Concarneau - Pont-Aven - Quimperlé |
| N 784  | Ancien tracé : Quimper - Plozévet - Audierne - Pointe du Raz |
| N 785  | Ancien tracé : Pleyber-Christ - Pleyben - Ty-Sanquer, Quimper - Penmarc'h |
| N 786  | Ancien tracé : Morlaix - Lannion - Tréguier - Paimpol - Saint-Quay-Portrieux - Saint-Brieuc, Yffiniac - Le Val-André - Matignon - Trégon, Ploubalay - Saint-Lunaire - Dinard |
| N 786a | Ancien tracé : Matignon - Plancoët |
| N 786b | Ancien tracé : Saint-Alban - Lamballe |
| N 786c | Ancien tracé : Paimpol - Pointe de l'Arcouest |
| N 786d | Ancien tracé : Lannion - Perros-Guirec - Trébeurden |
| N 787  | Ancien tracé : Margot - Crozon - Châteaulin - Carhaix-Plouguer - Guingamp - Lézardrieux                                                                                      |
| N 788  | Ancien tracé : Brest - Plabennec - Le Folgoët - Lesneven - Saint-Pol-de-Léon                                                                                                 |
| N 789  | Ancien tracé : Brest - Le Conquet |
| N 790  | Ancien tracé : Plaintel - Rostrenen - Quimperlé |
| N 791  | Ancien tracé : Le Faou - Crozon |
| N 792  | Ancien tracé : Plancoët - Jugon-les-Lacs - Collinée - Plémet |
| N 793  | Ancien tracé : Dinan - Broons - Merdrignac - La Trinité-Porhoët - Josselin                                                                                                   |
| N 794  | Ancien tracé : Plancoët - Dinan - Combourg - Saint-Aubin-du-Cormier - Vitré                                                                                                  |
| N 795  | Ancien tracé : Dol-de-Bretagne - Combourg - Tinténiac |
| N 796  | Ancien tracé : Combourg - Tremblay |
| N 797  | Ancien tracé : Le Vivier-sur-Mer - Pontorson |
| N 798  | Ancien tracé : Pontaubault - Fougères - Laval |
| N 799  | Ancien tracé : Saint-Lô - Villedieu-les-Poêles - Saint-Hilaire-du-Harcouët, La Hunière - Ernée - Les Chênes Secs                                                             |
| N 800  | Ancien tracé : Cherbourg - Bricquebec - Saint-Sauveur-le-Vicomte - La Haye-du-Puits - Lessay - Périers - Agneaux                                                             |

## Routes nationales 801 à 825
| Numéro | Parcours |
| ------ | --- |
| N 801  | Ancien tracé 2 : Nantes -- Ancien tracé : Saint-Germain-des-Vaux - Cherbourg - Barfleur |
| N 802  | Ancien tracé : Barfleur - Carteret |
| N 803  | Ancien tracé : Barneville-sur-Mer - Carentan |
| N 804  | Ancien tracé : Le Pont - Barneville-sur-Mer |
| N 805  | Ancien tracé : La Guerche-de-Bretagne - Saint-Berthevin, Laval - Montsûrs - Évron - Sillé-le-Guillaume - Fresnay-sur-Sarthe - Saint-Rémy-du-Val |
| N 806  | Ancien tracé : Fougères - Gorron - Ambrières-les-Vallées - Lassay-les-Châteaux - Javron-les-Chapelles |
| N 807  | Ancien tracé : Pontaubault - Saint-Hilaire-du-Harcouët, Mortain - Domfront - Pré-en-Pail |
| N 808  | Ancien tracé : Saint-Hilaire-du-Harcouët - Le Teilleul - Domfront - La Ferté-Macé - Carrouges - Sées |
| N 809  | Ancien tracé : Falaise - Putanges - Carrouges - Lalacelle |
| N 810  | Ancien tracé 2 : Goderville - Bolbec - Pont de Tancarville - Pont-Audemer - Lieurey- Cormeilles - Lisieux -- Ancien tracé : Goderville - Bolbec - Lillebonne - Bac de Quillebeuf - Quillebeuf-sur-Seine - Pont-Audemer - Lieurey- Cormeilles - Lisieux |
| N 811  | Ancien tracé : Granville - Avranches - Condé-sur-Noireau - Falaise - Saint-Désir |
| N 812  | Ancien tracé : Vire - Condé-sur-Noireau |
| N 813  | Ancien tracé : Caen - Cabourg - Deauville - Honfleur |
| N 814  | Boulevard périphérique de Caen -- Ancien tracé 2 : Osmanville - Courseulles-sur-Mer - Ouistreham - Cabourg -- Ancien tracé : Bayeux - Courseulles-sur-Mer - Ouistreham - Cabourg                                                                       |
| N 814a | Ancien tracé : Caen - Bénouville |
| N 814b | Ancien tracé : Bayeux - Arromanches-les-Bains |
| N 814c | Ancien tracé : Formigny - Saint-Laurent-sur-Mer - Vierville-sur-Mer |
| N 815  | Ancien tracé : Caen - Pont-l'Évêque - Saint-Maclou |
| N 815a | Ancien tracé : Boulleville - Pont de Tancarville |
| N 816  | Ancien tracé : Vimoutiers - Argentan, Écouché - La Ferté-Macé - |
| N 817  | Ancien tracé : Beaugency - Vendôme - La Chartre-sur-le-Loir - Baugé |
| N 818  | Ancien tracé : Margon - Longny-au-Perche - L'Aigle |
| N 819  | Ancien tracé : Lisieux - Orbec - L'Aigle |
| N 820  | Ancien tracé : Bellême - Rémalard - Moutiers-au-Perche, La Madeleine-Bouvet - La Loupe - Courville-sur-Eure |
| N 821  | Ancien tracé : Chartres - Brou - Monplaisir, Saint-Calais - Pont-de-Braye |
| N 822  | Ancien tracé : Mortagne-au-Perche - Illiers-Combray |
| N 823  | Ancien tracé : Mayenne - Le Mans - La Chartre-sur-le-Loir |
| N 824  | Ancien tracé : Châteaudun - Blois |
| N 825  | Ancien tracé : Thiville - Beaugency - La Croûte |

## Routes nationales 826 à 9463
| Numéro | Parcours |
| ------ | --- |
| N 826  | Ancien tracé : Ormes - Épuisay |
| N 827  | Ancien tracé : Pithiviers - Châteaudun - Connerré |
| N 828  | Ancien tracé : Mantes-la-Jolie - Dreux - La Fourche |
| N 829  | Ancien tracé : Dreux - Nogent-le-Roi |
| N 830  | Ancien tracé : Évreux - Mortagne-au-Perche |
| N 831  | Ancien tracé : Mortagne-au-Perche - Mamers - Le Mans |
| N 832  | Ancien tracé : Gacé - Mortagne-au-Perche |
| N 833  | Ancien tracé : Bernay - Houdan |
| N 834  | Ancien tracé : Bernay - Saint-André-d'Hébertot (), Pont-l'Évêque - Trouville-sur-Mer                                                                                      |
| N 835  | Ancien tracé : Chartres - Saint-Péravy-la-Colombe |
| N 836  | Ancien tracé : Acquigny - Pacy-sur-Eure - Ivry-la-Bataille, Bourdonné - Rambouillet - Dourdan - Étampes                                                                   |
| N 837  | Ancien tracé : Étampes - Fontainebleau |
| N 838  | Ancien tracé : Versailles - Saint-Rémy-lès-Chevreuse - Dourdan, Les Granges-le-Roi - Angerville                                                                           |
| N 839  | Ancien tracé : Verneuil-sur-Avre - Chartres - Angerville |
| N 840  | Ancien tracé : Rouen - Les Essarts - Elbeuf - Le Neubourg - Conches-en-Ouche - Breteuil-sur-Iton - Verneuil-sur-Avre                                                      |
| N 841  | Ancien tracé : Verneuil-sur-Avre - La Ferté-Vidame - La Loupe - Logron |
| N 842  | Ancien tracé : Marine de Luri - Luri - Pino |
| N 843  | Ancien tracé : Biguglia - Oletta - Saint-Florent |
| N 844  | Ancien tracé : L'Île-Rousse - Calenzana - Calvi |
| N 845  | Ancien tracé : Barchetta - La Porta - Piedicroce |
| N 846  | Ancien tracé : Torra - Vescovato - Casabianca |
| N 847  | Ancien tracé : Folelli - Piedicroce |
| N 848  | Ancien tracé : Folelli - San-Nicolao - Sant'Andréa-di-Cotone |
| N 849  | Ancien tracé : Vico - Ambiegna - Sarrola-Carcopino |
| N 849a | Ancien tracé : Vico - Col de Sorro |
| N 850  | Ancien tracé : Sainte-Marie-Siché - Cozzano |
| N 851  | Ancien tracé : Pisciatello - Cognocoli-Monticchi - Sollacaro - Col de Celaccia                                                                                            |
| N 852  | Ancien tracé : Petreto-Bicchisano - Aullène - Zonza |
| N 853  | Ancien tracé : Porto-Vecchio - Figari - Bocca di a Testa |
| N 854  | Ancien tracé : Savines-le-Lac - Le Lauzet-Ubaye |
| N 855  | Ancien tracé : Petite-Hettange - Waldwisse - Allemagne |
| N 856  | Ancien tracé : Sierck-les-Bains - Neunkirchen-lès-Bouzonville |
| N 999  | Ancien tracé : Jonction entre l' et l'ancienne (devenue ). Déclassements :                                                                                                |
| N 1001 | Ancien tracé : Sortie 31 de l' jusqu'à la ; Déclassement : |
| N 1003 | Ancien tracé : Verdun |
| N 1007 | Liaison est-sud-ouest d'Avignon (entre la rocade et la RD570n) |
| N 1019 | Banvillars - Sevenans, Grandvillars - Delle (Plateforme douanière avec la Suisse)                                                                                         |
| N 1057 | Besançon |
| N 1141 | Saint-Yrieix-sur-Charente |
| N 1153 | contournement de Thionville |
| N 1154 | contournement de Chartres entre la et la |
| N 1160 | Ancien tracé : rocade d'Angers (aujourd'hui voie autoroutière) |
| N 1197 | dédoublement de la par la vallée de l'Ostriconi |
| N 1463 | Montbéliard- |
| N 1532 | Contournement de Valence |
| N 1547 | Marseille |
| N 2007 | Toulon-sur-Allier |
| N 2010 | Ancien tracé : doublement de la à Jurignac |
| N 2013 | Cherbourg-en-Cotentin (pénétrante sud) |
| N 2079 | Ancien tracé : Diou () - Dompierre-sur-Besbre |
| N 2193 | ancien tracé de la entre Corte et Soveria |
| N 2350 | ancien tracé de la (devenue en 2015) à Strasbourg depuis l'échangeur de Cronenbourg avec la pour mener aux quartiers Wacken, Contades, Robertsau et au quartier européen. |
| N 9463 | Ancien tracé : Nommay - Brognard |

## Routes nationales de l'Outre-mer
Les routes nationales de Guadeloupe, de Martinique, de Guyane et de La Réunion ont été créées par des décrets de 1951. Celles de Saint-Pierre-et-Miquelon ont été créées par un arrêté de 1978. Celles de Mayotte ont été créées par un décret de 1978.

### Guadeloupe
| Numéro             | Parcours                                                |
| ------------------ | ------------------------------------------------------- |
| N 1, Guadeloupe    | Pointe-à-Pitre - Capesterre-Belle-Eau - Basse-Terre     |
| N 2, Guadeloupe    | Baie-Mahault - Pointe-Noire - Basse-Terre               |
| N 3, Guadeloupe    | Basse-Terre - Saint-Claude                              |
| N 4, Guadeloupe    | Pointe-à-Pitre - Sainte-Anne - Saint-François           |
| N 5, Guadeloupe    | Pointe-à-Pitre - Morne-à-l'Eau - Saint-François         |
| N 6, Guadeloupe    | Morne-à-l'Eau - Anse-Bertrand                           |
| N 8, Guadeloupe    | Petit-Canal - Anse-Bertrand                             |
| N 9, Marie-Galante | Saint-Louis - Grand-Bourg - Capesterre-de-Marie-Galante |
| N 10, Guadeloupe   | Jarry                                                   |
| N 11, Guadeloupe   | Les Abymes - Aéroport Pôle Caraïbes - Jarry             |

### Saint-Martin
| Numéro            | Parcours                                           |
| ----------------- | -------------------------------------------------- |
| N 7, Saint-Martin | Saint-Martin - Marigot - Grand-Case - Saint-Martin |

### Martinique
| Numéro                             | Parcours                                                  |
| ---------------------------------- | --------------------------------------------------------- |
| N 1, Martinique                    | Fort-de-France - La Trinité - Basse-Pointe                |
| N 2, Martinique                    | Fort-de-France - Saint-Pierre - Le Morne-Rouge            |
| N 3, Martinique                    | Fort-de-France - Le Morne-Rouge - Basse-Pointe            |
| N 4, Martinique                    | Fort-de-France - Saint-Joseph - La Trinité                |
| N 5, Martinique                    | Le Lamentin - Rivière-Salée - Le Marin                    |
| N 6, Martinique                    | Le Lamentin - Le François - Le Marin                      |
| N 7, Martinique                    | Rivière-Salée - Petit-Bourg                               |
| N 8, Martinique                    | Le Lamentin - Rivière-Pilote - Le Marin                   |
| N 9, Martinique                    | Fort-de-France - Pointe des Carrières                     |
| N2006, Martinique[réf. nécessaire] | Relie l'ouest de la ville du François au nord du Lamentin |

### Guyane
| Numéro      | Parcours                                                                       |
| ----------- | ------------------------------------------------------------------------------ |
| N 1, Guyane | Saint-Laurent-du-Maroni - Kourou - Cayenne                                     |
| N 2, Guyane | Cayenne - Régina - Saint-Georges-de-l'Oyapock                                  |
| N 3, Guyane | Ancien tracé : Dégrad des Cannes - Rémire-Montjoly - Carrefour des Maringouins |
| N 4, Guyane | Ancien tracé : Rémire-Montjoly - Matoury - Aéroport international Félix Éboué  |

### La Réunion
| Numéro                  | Parcours                                                |
| ----------------------- | ------------------------------------------------------- |
| N 1, La Réunion (Ouest) | Saint-Denis - Saint-Pierre                              |
| N 1A, La Réunion        | Saint-Paul - L'Étang-Salé                               |
| N 2, La Réunion (Est)   | Saint-Denis - Saint-Pierre                              |
| N 3, La Réunion         | Saint-Benoît - Saint-Pierre                             |
| N 4, La Réunion         | Le Port                                                 |
| N 5, La Réunion         | Saint-Louis - Cilaos                                    |
| N 6, La Réunion         | Saint-Denis - Sainte Marie (aéroport de Gillot)         |
| N 7, La Réunion         | Le Port - Saint-Paul                                    |
| N 102, La Réunion       | Saint-Denis - Sainte Marie                              |
| N 1001, La Réunion      | Le Port                                                 |
| N 2002, La Réunion      | Sainte-Suzanne - Saint-Benoît et Petite-Ile - St Pierre |

### Saint-Pierre-et-Miquelon
| Numéro                        | Parcours                                                                      |
| ----------------------------- | ----------------------------------------------------------------------------- |
| N 1, Saint-Pierre-et-Miquelon | Saint-Pierre - Étang des Laveuses                                             |
| N 2, Saint-Pierre-et-Miquelon | Aéroport de Saint-Pierre Pointe-Blanche - Saint-Pierre - Quai en eau profonde |
| N 3, Saint-Pierre-et-Miquelon | Miquelon - Cap Blanc                                                          |
| N 4, Saint-Pierre-et-Miquelon | Miquelon - Aérodrome de Miquelon                                              |

### Mayotte
| Numéro       | Parcours                                    |
| ------------ | ------------------------------------------- |
| N 1, Mayotte | Mamoudzou - Mtsamboro                       |
| N 2, Mayotte | Mamoudzou - Sada                            |
| N 3, Mayotte | Tsararano - Dembeni - Chirongui - Tsimkoura |
| N 4, Mayotte | Dzaoudzi - Pamandzi                         |